# Filmjahr 2020
Liste der Filmjahre

◄◄ | ◄ | 2016 | 2017 | 2018 | 2019 | Filmjahr 2020 | 2021 | 2022 | 2023 | 2024 | ►

Weitere Ereignisse

## Top 10 der erfolgreichsten Filme

### In Deutschland
Die zehn erfolgreichsten Filme an den deutschen Kinokassen nach Besucherzahlen (Stand: 7. November 2021):
| Platz | Filmtitel                               | Besucher  |
| ----- | --------------------------------------- | --------- |
| 1.    | Bad Boys for Life                       | 1.820.035 |
| 2.    | Tenet                                   | 1.684.778 |
| 3.    | Nightlife                               | 1.413.533 |
| 4.    | Sonic the Hedgehog                      | 1.229.374 |
| 5.    | Knives Out – Mord ist Familiensache     | 1.214.244 |
| 6.    | 1917                                    | 985.673   |
| 7.    | After Truth                             | 949.253   |
| 8.    | Die fantastische Reise des Dr. Dolittle | 909.677   |
| 9.    | Die Känguru-Chroniken                   | 813.889   |
| 10.   | Jim Knopf und die Wilde 13              | 810.328   |

### In Österreich
Die erfolgreichsten Filme an den österreichischen Kinokassen nach Besucherzahlen (Stand: 1. Januar 2020):

### In der Schweiz
Die zehn erfolgreichsten Filme an den schweizerischen Kinokassen nach Besucherzahlen (Stand: 10. Februar 2021):
| Platz | Filmtitel                               | Besucher |
| ----- | --------------------------------------- | -------- |
| 1.    | Platzspitzbaby                          | 330.496  |
| 2.    | Tenet                                   | 207.527  |
| 3.    | Bad Boys for Life                       | 197.410  |
| 4.    | 1917                                    | 139.276  |
| 5.    | Die fantastische Reise des Dr. Dolittle | 94.902   |
| 6.    | Sonic the Hedgehog                      | 93.974   |
| 7.    | Little Women                            | 82.276   |
| 8.    | Nightlife                               | 75.059   |
| 9.    | Scooby! Voll verwedelt                  | 73.486   |
| 10.   | After Truth                             | 57.357   |

### In den Vereinigten Staaten
Die zehn erfolgreichsten Filme an den US-amerikanischen Kinokassen nach Einspielergebnis in US-Dollar (Stand: 8. November 2020):
| Platz | Filmtitel                                       | Einnahmen     |
| ----- | ----------------------------------------------- | ------------- |
| 1.    | Bad Boys for Life                               | 206.305.244 $ |
| 2.    | Sonic the Hedgehog                              | 146.066.470 $ |
| 3.    | Birds of Prey: The Emancipation of Harley Quinn | 84.158.461 $  |
| 4.    | Die fantastische Reise des Dr. Dolittle         | 77.047.065 $  |
| 5.    | Der Unsichtbare                                 | 64.914.050 $  |
| 6.    | Ruf der Wildnis                                 | 62.342.368 $  |
| 7.    | Onward: Keine halben Sachen                     | 61.555.145 $  |
| 8.    | Tenet                                           | 55.100.000 $  |
| 9.    | The Gentlemen                                   | 36.471.795 $  |
| 10.   | Fantasy Island                                  | 27.309.289 $  |

### Weltweit
Die zehn weltweit erfolgreichsten Filme nach Einspielergebnis sind (Stand: 3. Januar 2022):
| Platz | Filmtitel                               | Einnahmen     |
| ----- | --------------------------------------- | ------------- |
| 1.    | The 800                                 | 461.421.559 $ |
| 2.    | Demon Slayer - The Movie: Mugen Train   | 452.974.619 $ |
| 3.    | Bad Boys for Life                       | 426.505.244 $ |
| 4.    | My People, My Homeland                  | 422.390.820 $ |
| 5.    | Tenet                                   | 363.656.624 $ |
| 6.    | Sonic the Hedgehog                      | 319.715.683 $ |
| 7.    | Die fantastische Reise des Dr. Dolittle | 245.438.444 $ |
| 8.    | Legend of Deification                   | 240.663.149 $ |
| 9.    | A Little Red Flower                     | 216.000.000 $ |
| 10.   | Die Croods – Alles auf Anfang           | 215.905.815 $ |

## Filmpreise

### Golden Globe Award
Die Verleihung der 77. Golden Globe Awards fand am 5. Januar 2020 statt.
- Bester Film (Drama): 1917 – Regie: Sam Mendes
- Bester Film (Komödie/Musical): Once Upon a Time in Hollywood – Regie: Quentin Tarantino
- Beste Regie: Sam Mendes – 1917
- Bester Hauptdarsteller (Drama): Joaquin Phoenix – Joker
- Beste Hauptdarstellerin (Drama): Renée Zellweger – Judy
- Bester Hauptdarsteller (Komödie/Musical): Taron Egerton – Rocketman
- Beste Hauptdarstellerin (Komödie/Musical): Awkwafina – The Farewell
- Bester Nebendarsteller: Brad Pitt – Once Upon a Time in Hollywood
- Beste Nebendarstellerin: Laura Dern – Marriage Story
- Bester fremdsprachiger Film: Parasite (Südkorea)

### Critics’ Choice Awards
Die Verleihung Critics’ Choice Movie Awards fand am 12. Januar statt.
- Bester Film: Once Upon a Time in Hollywood – Regie: Quentin Tarantino
- Beste Regie: Bong Joon-ho – Parasite, Sam Mendes – 1917
- Bester Hauptdarsteller: Joaquin Phoenix – Joker
- Beste Hauptdarstellerin: Renée Zellweger – Judy
- Bester Nebendarsteller: Brad Pitt – Once Upon a Time in Hollywood
- Beste Nebendarstellerin: Laura Dern – Marriage Story
- Bester fremdsprachiger Film: Parasite (Südkorea)

### Sundance Film Festival
Das 35. Sundance Film Festival fand von 23. Januar bis 2. Februar 2020 statt.
- Großer Preis der Jury: Spielfilm – Minari (Regie: Lee Isaac Chung)
- Großer Preis der Jury: Dokumentarfilm – Boys State (Regie: Jesse Moss)
- Großer Preis der Jury „World Cinema“: Spielfilm – Yalda (Regie: Massoud Bakhshi)
- Großer Preis der Jury „World Cinema“: Dokumentarfilm – Epicentro (Regie: Hubert Sauper)
- Waldo Salt Screenwriting Award: U.S. Dramatic – Edson Oda für Nine Days
- Alfred P. Sloan Award – Tesla (Regie: Michael Almereyda)

Vollständige Liste der Preisträger

### Österreichischer Filmpreis

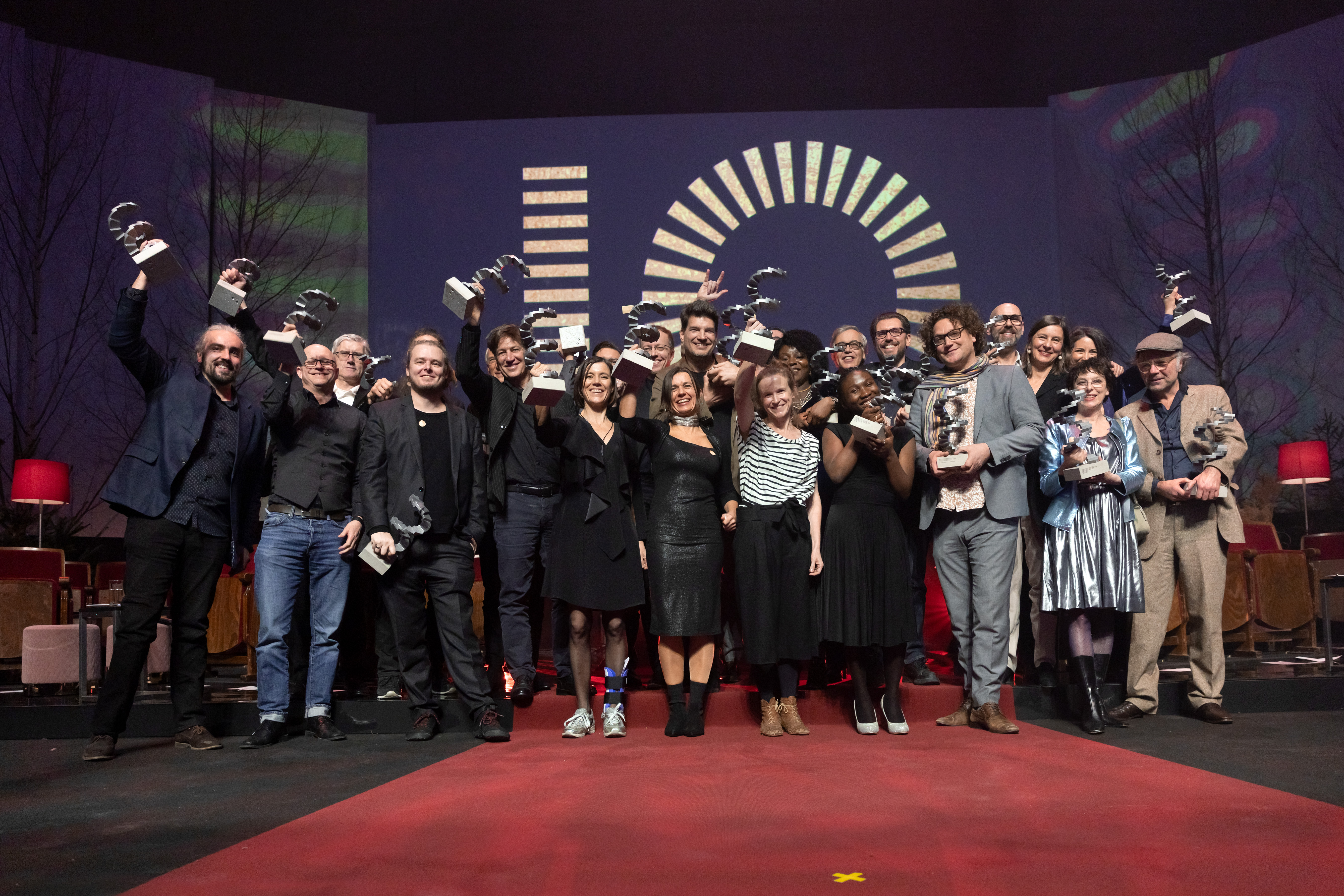
Preisträger des Österreichischen Filmpreises 2020

Die Verleihung des 10. Österreichischen Filmpreises fand am 30. Januar 2020 statt.
- Bester Spielfilm: Joy von Sudabeh Mortezai
- Beste Regie: Sudabeh Mortezai für Joy
- Bester Darsteller: Tobias Moretti für Gipsy Queen
- Beste Darstellerin: Joy Alphonsus für Joy
- Bester Dokumentarfilm: Erde von Nikolaus Geyrhalter und Inland von Ulli Gladik
- Bester Kurzfilm: Freigang von Martin Winter
- Bestes Drehbuch: Sudabeh Mortezai für Joy

Vollständige Liste der Preisträger

### British Academy Film Award
Die Verleihung der 73. British Academy Film Awards fand am 2. Februar 2020 statt.
- Bester Film: 1917 – Sam Mendes, Pippa Harris, Jayne-Ann Tenggren und Callum McDougall
- Bester britischer Film: 1917 – Sam Mendes, Pippa Harris, Jayne-Ann Tenggren und Callum McDougall
- Beste Regie: Sam Mendes – 1917
- Bester Hauptdarsteller – Joaquin Phoenix – Joker
- Beste Hauptdarstellerin – Renée Zellweger – Judy

Vollständige Liste der Preisträger

### Goldene Himbeere
Die Nominierungen der Goldenen Himbeere wurden am 8. Februar 2020 bekannt gegeben.
Die Preisträger sollten ursprünglich am 14. März 2020 bekannt gegeben werden. Die Verleihung wurde aufgrund der COVID-19-Pandemie abgesagt. Die Preisträger wurden am 16. März auf YouTube bekanntgegeben.
- Schlechtester Film: Cats
- Schlechteste Regie: Tom Hooper für Cats
- Schlechtester Darsteller: John Travolta in The Fanatic und Trading Paint
- Schlechteste Darstellerin: Hilary Duff in The Haunting of Sharon Tate als Sharon Tate
- Schlechtester Nebendarsteller: James Corden in Cats als Bustopher Jones
- Schlechteste Nebendarstellerin: Rebel Wilson in Cats als Jenny Fleckenreich

Vollständige Liste der Preisträger

### Oscar
Die 92. Verleihung der Oscars fand am 9. Februar 2020 statt.
- Bester Film: Parasite – Kwak Sin-ae und Bong Joon-ho
- Beste Regie: Bong Joon-ho – Parasite
- Bester Hauptdarsteller: Joaquin Phoenix – Joker
- Beste Hauptdarstellerin: Renée Zellweger – Judy
- Bester Nebendarsteller: Brad Pitt – Once Upon a Time in Hollywood
- Beste Nebendarstellerin: Laura Dern – Marriage Story
- Bester internationaler Film: Parasite, Regie: Bong Joon-ho

Vollständige Liste der Preisträger

### Berlinale

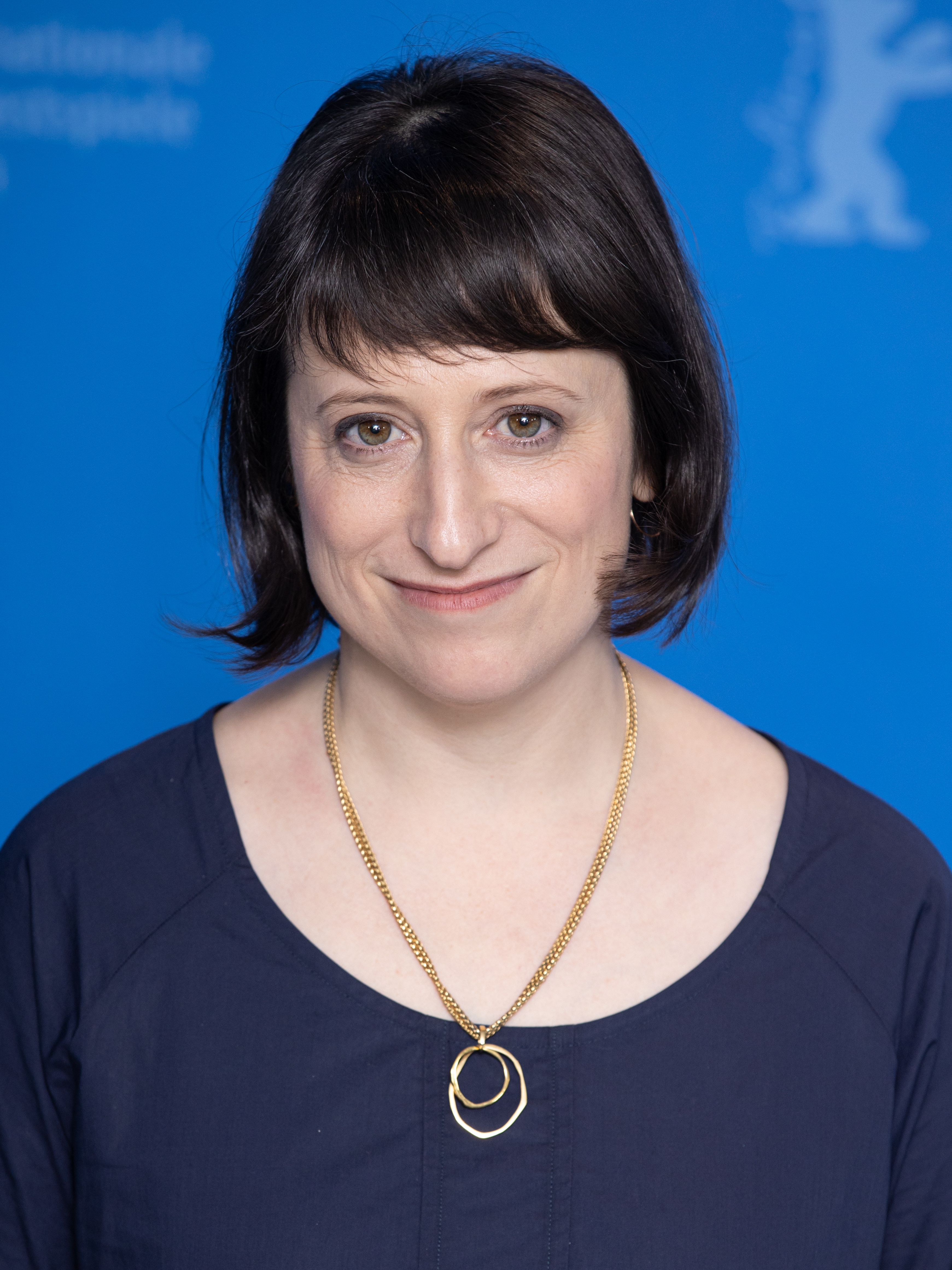
Eliza Hittman wurde für Never Rarely Sometimes Always mit dem Großen Preis der Jury ausgezeichnet

Die 70. Internationalen Filmfestspiele Berlin fanden vom 20. Februar bis zum 1. März 2020 statt.
- Goldener Bär: Sheytan vojud nadarad – Regie: Mohammad Rasoulof
- Silberner Bär – Großer Preis der Jury: Never Rarely Sometimes Always – Regie: Eliza Hittman
- Silberner Bär – Beste Regie:Hong Sang-soo für Domangchin yeoja
- Silberner Bär – Beste Darstellerin: Paula Beer für Undine
- Silberner Bär – Bester Darsteller: Elio Germano für Volevo nascondermi
- Silberner Bär – Bestes Drehbuch: Damiano und Fabio D’Innocenzo für Bad Tales – Es war einmal ein Traum

Vollständige Liste der Preisträger

### César
Die 45. Verleihung des César fand am 28. Februar 2020 statt.

### Bayerischer Filmpreis
Die 41. Verleihung des Bayerischen Filmpreises fand am 17. Januar 2020 statt.

### Deutscher Filmpreis
Die 70. Verleihung des Deutschen Filmpreises Lola fand am 24. April 2020 statt.
- Bester Spielfilm:

Filmpreis in Gold: Systemsprenger (Regie: Nora Fingscheidt)
Filmpreis in Silber: Berlin Alexanderplatz (Regie: Burhan Qurbani)
Filmpreis in Bronze: Es gilt das gesprochene Wort (Regie: İlker Çatak)
- Beste Regie: Nora Fingscheidt für Systemsprenger
- Bestes Drehbuch: Nora Fingscheidt für Systemsprenger
- Bester Hauptdarsteller: Albrecht Schuch in Systemsprenger
- Beste Hauptdarstellerin: Helena Zengel in Systemsprenger

Vollständige Liste der Preisträger

### Europäischer Filmpreis
Der 33. Europäische Filmpreis wurde aufgrund der COVID-19-Pandemie zwischen dem 9. und 12. Dezember 2020 virtuell in Berlin verliehen. Die ursprünglich geplante Verleihung in Reykjavik wurde abgesagt.
- Bester europäischer Film: Der Rausch – Regie: Thomas Vinterberg
- Beste europäische Komödie: Ein Triumph – Regie: Emmanuel Courcol
- Beste Regie: Thomas Vinterberg für Der Rausch
- Bester Darsteller: Mads Mikkelsen in Der Rausch
- Beste Darstellerin: Paula Beer in Undine

Vollständige Liste der Preisträger

### Weitere Filmpreise und Auszeichnungen
- Filmfestival Max Ophüls Preis: Max-Ophüls-Preis: Neubau von Johannes Maria Schmit; Publikumspreis Spielfilm: Ein bisschen bleiben wir noch von Arash T. Riahi; Preis des saarländischen Ministerpräsidenten: Waren einmal Revoluzzer von Johanna Moder; Beste Nachwuchsdarsteller Maresi Riegner und Mehdi Meskar[9]
- Toronto International Film Festival: People’s Choice Award: Nomadland von Chloé Zhao; People’s Choice Award first runner-up: One Night in Miami von Regina King; People’s Choice Award second runner-up: Beans von Tracey Deers; Publikumspreis in der Sektion Midnight Madness: Shadow in the Cloud von Roseanne Liang
- Tribeca Film Festival: Founders Award for Best Narrative Feature: The Half of It (Alice Wu): Bester Schauspieler – U.S. Narrative Feature Film: Steve Zahn in Cowboys; Beste Schauspielerin – U.S. Narrative Feature Film: Assol Abdullina in Materna; Beste Kamera – U.S. Narrative Feature Film: Greta Zozula, Chananun Chotrungroj und Kelly Jeffrey für Materna; Bester Dokumentarfilm: Socks on Fire (Bo McGuire); Bester internationaler Spielfilm: The Hater (Jan Komasa)[10]

### Termine / Preisverleihungen / Filmfestivals
- AACTA International Awards: 3. Januar 2020
- Screen Actors Guild Awards: 19. Januar 2020
- Satellite Awards: 2. Februar 2020
- Independent Spirit Awards: 8. Februar 2020
- Goya: 25. Januar 2020
- Deutscher Filmpreis: 24. April 2020
- Romyverleihung: 23. Mai 2020
- We Are One: A Global Film Festival: 29. Mai bis 7. Juni
- BET Awards: 28. Juni
- Pop-Up-Autokino-Filmfest München: 15. Juli bis 26. August
- British Academy Television Awards: 31. Juli
- Locarno Film Festival: 5. bis 15. August (hybrid)
- Alpinale: 11. bis 15. August
- Japan-Filmfest Hamburg: 19. August bis 2. September (online)
- Taiwan Film Festival Berlin: 21. bis 30. August (online)
- Filmfestival Kitzbühel: 24. bis 30. August
- Fünf Seen Filmfestival: 26. August bis 9. September
- Festival des deutschen Films: 26. August bis 13. September (Open-Air + Online)
- Internationale Filmfestspiele von Venedig: 2. bis 12. September
- Fantasy Filmfest: 9. bis 27. September
- Toronto International Film Festival: 10. bis 19. September
- Deutscher Schauspielpreis: 11. September
- Filmkunstmesse Leipzig: 14. bis 18. September
- Slash Filmfestival: 17. bis 27. September
- Primetime-Emmy-Verleihung: 20. September (online)
- Chinesisches Filmfest München: 19. bis 25. Oktober
- Internationale Hofer Filmtage: 20. bis 25. Oktober
- Unabhängiges FilmFest Osnabrück: 21. bis 25. Oktober
- Busan International Film Festival: 21. bis 30. Oktober
- Viennale: 22. Oktober bis 1. November
- Biberacher Filmfestspiele: 27. Oktober bis 1. November
- Tokyo International Film Festival: 31. Oktober bis 9. November
- Duisburger Filmwoche: 2. bis 8. November
- Nordische Filmtage Lübeck: 4. bis 8. November (online)
- Internationales Filmfestival Mannheim-Heidelberg: 12. bis 22. November
- This Human World: 3. bis 13. Dezember (online)
- Rose d’Or: 9. Dezember
- Boston Society of Film Critics: 13. Dezember
- New York Film Critics Circle Awards: 18. Dezember
- Los Angeles Film Critics Association Awards: 20. Dezember
- Deutscher Fernsehpreis
- Schweizer Filmpreis
- Grimme-Preis
- Internationale Filmfestspiele von Cannes
- Goldene Kamera

## 2020 verstorben

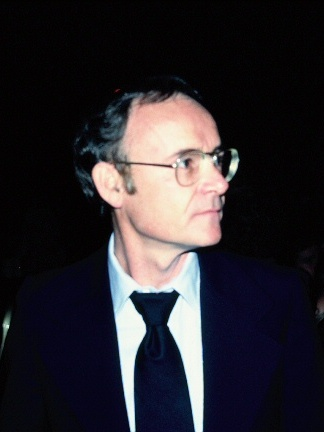
Buck Henry (1930–2020)

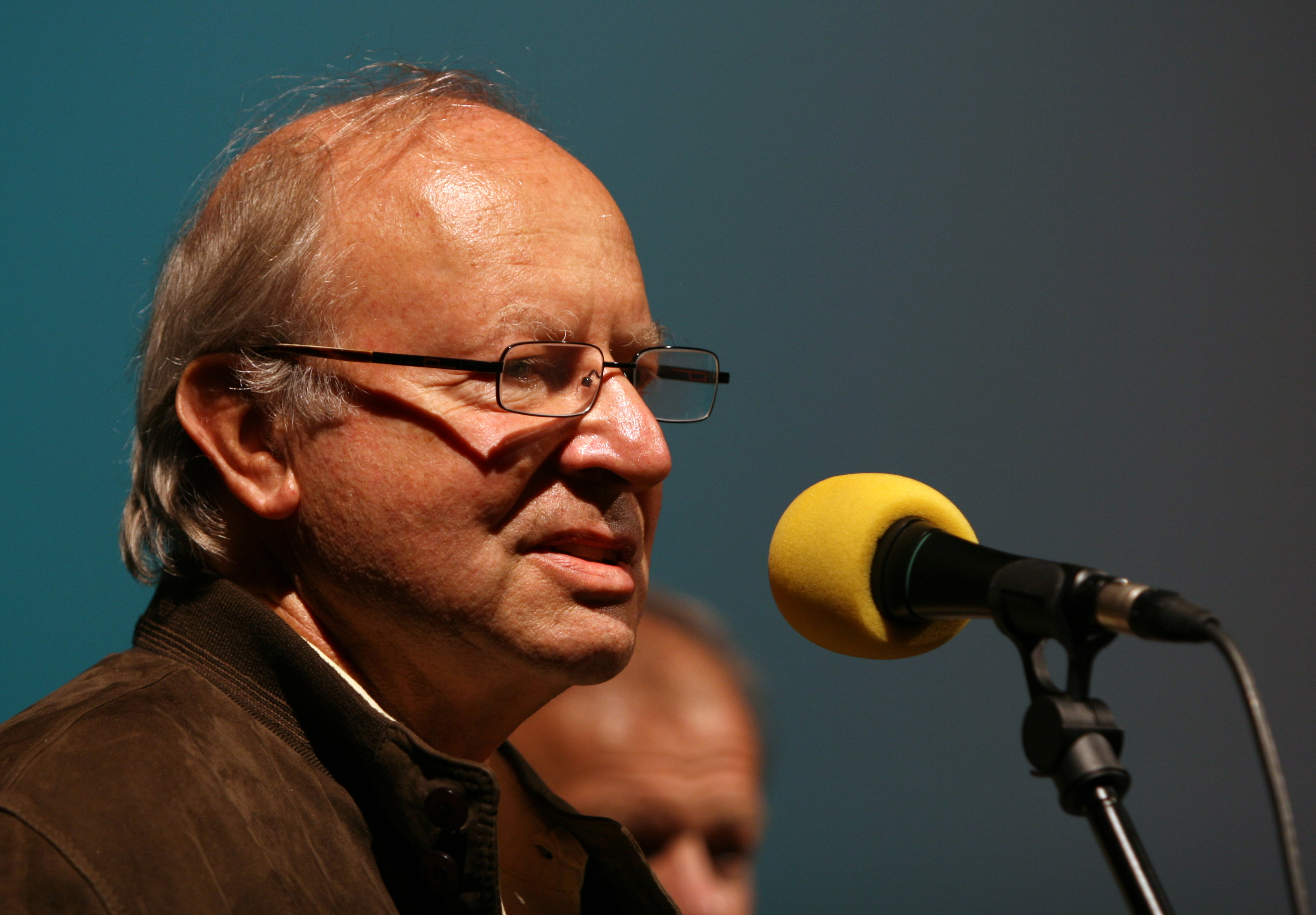
Ivan Passer (1933–2020)

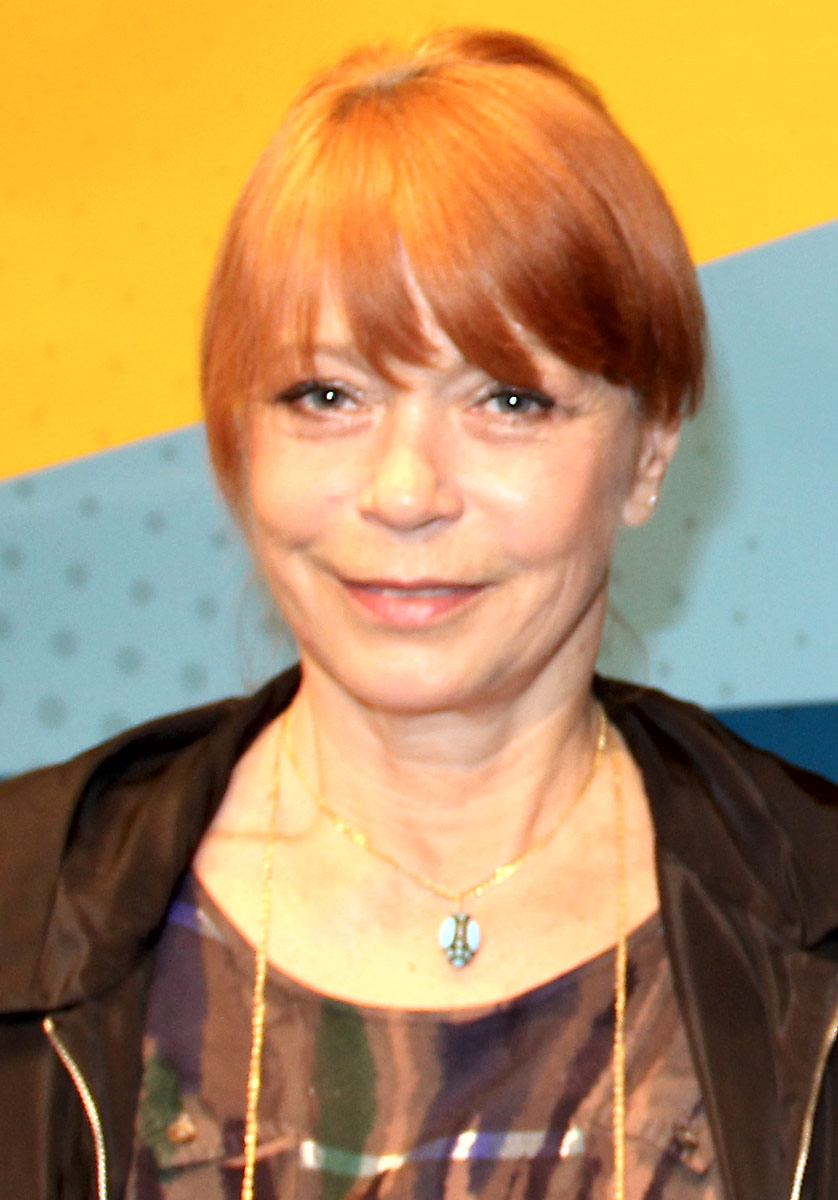
Neda Arnerić (1953–2020)

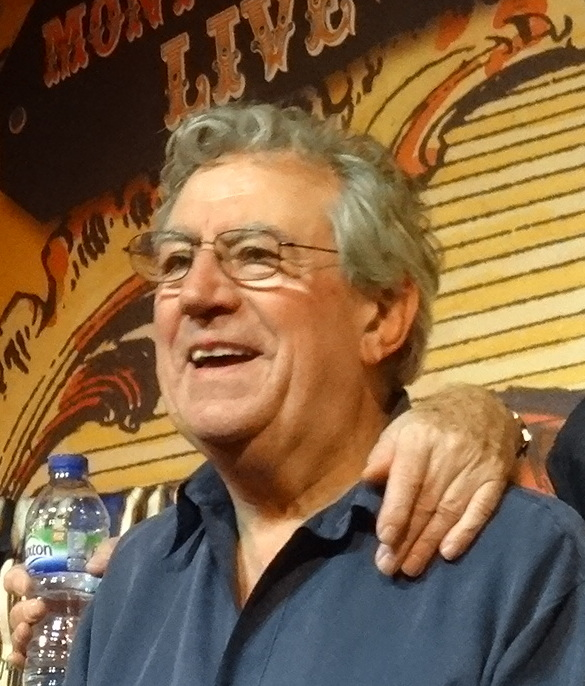
Terry Jones (1942–2020)

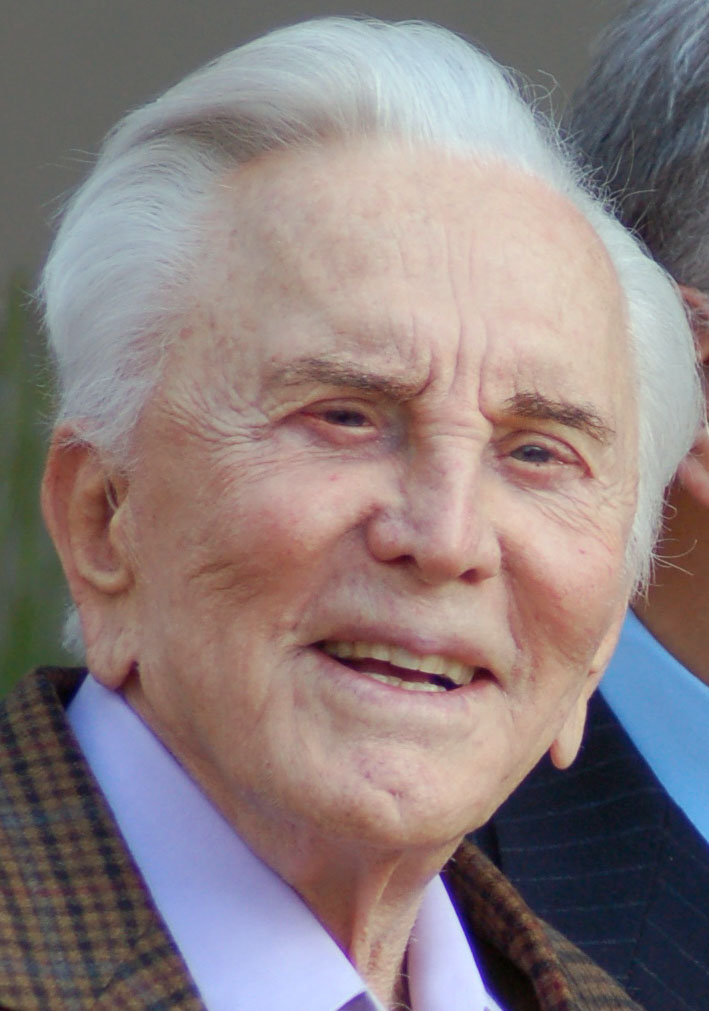
Kirk Douglas (1916–2020)

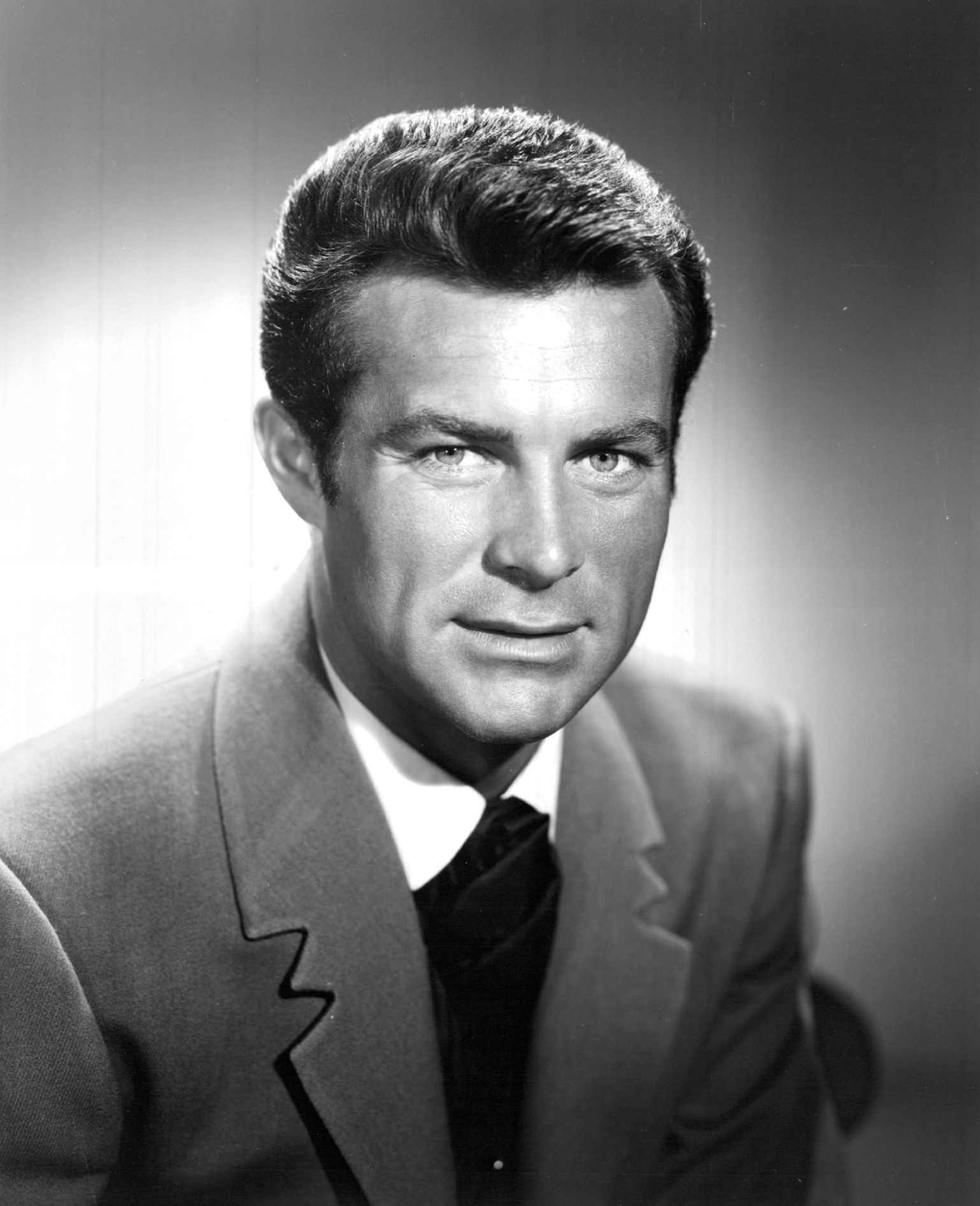
Robert Conrad (1935–2020)

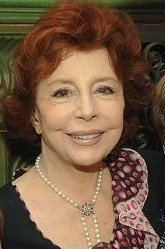
Sonja Ziemann (1926–2020)

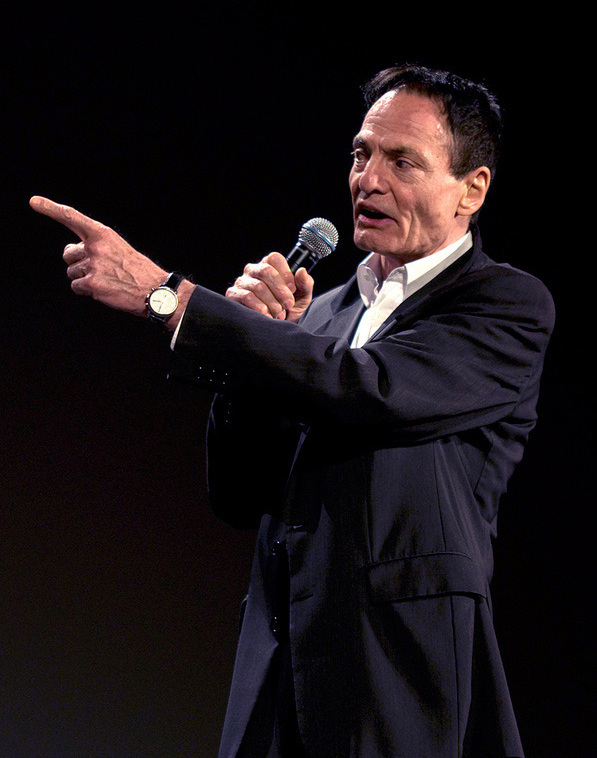
Dieter Laser (1942–2020)

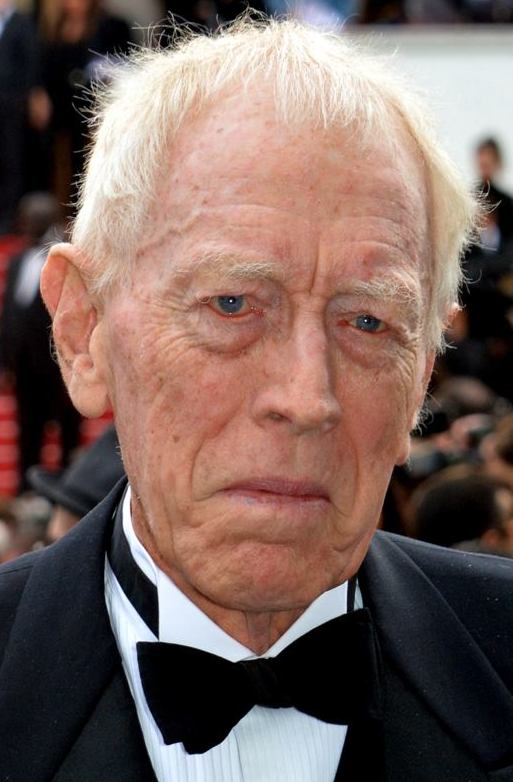
Max von Sydow (1929–2020)

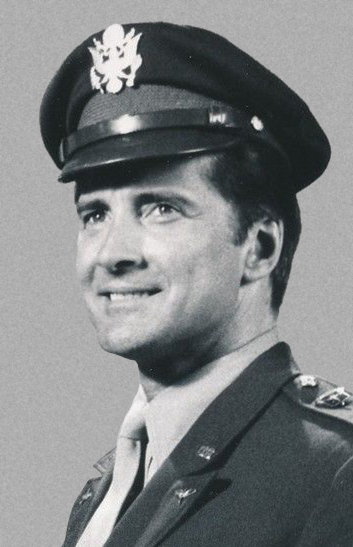
Lyle Waggoner (1935–2020)

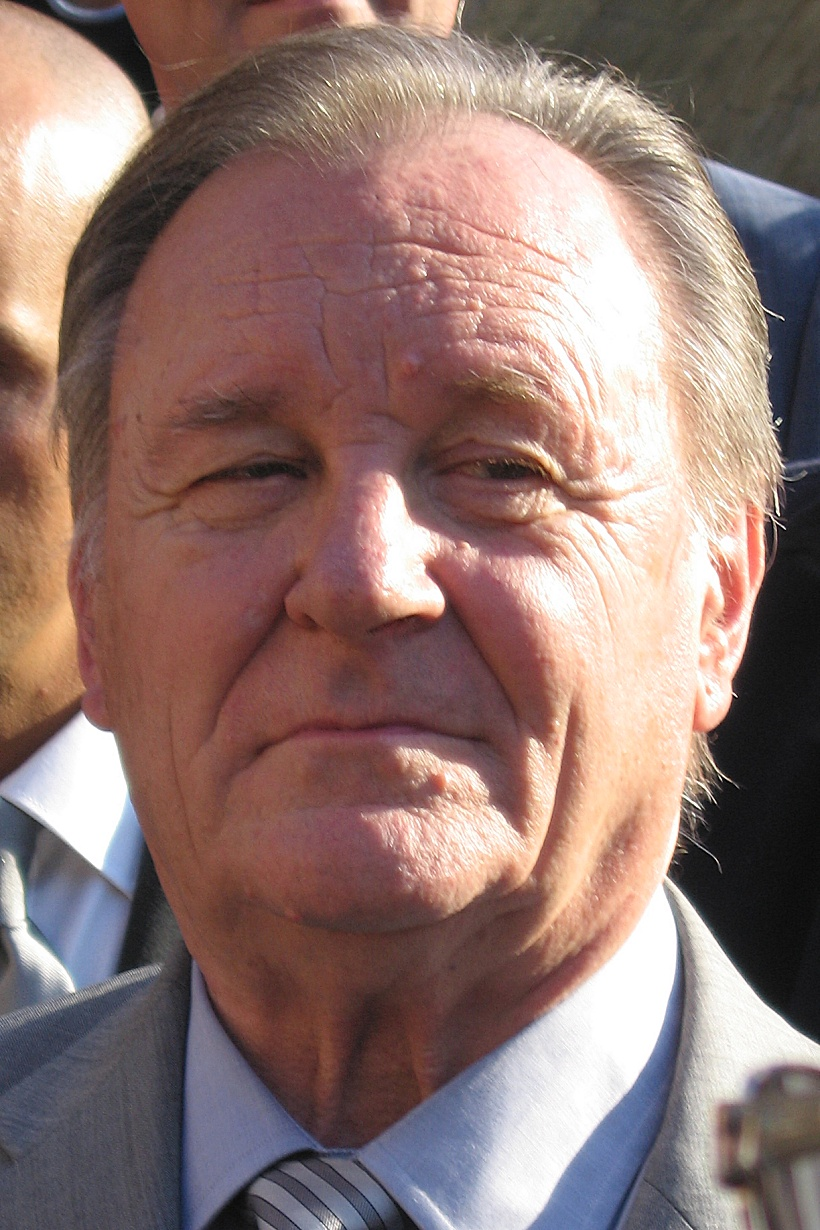
Albert Uderzo (1927–2020)

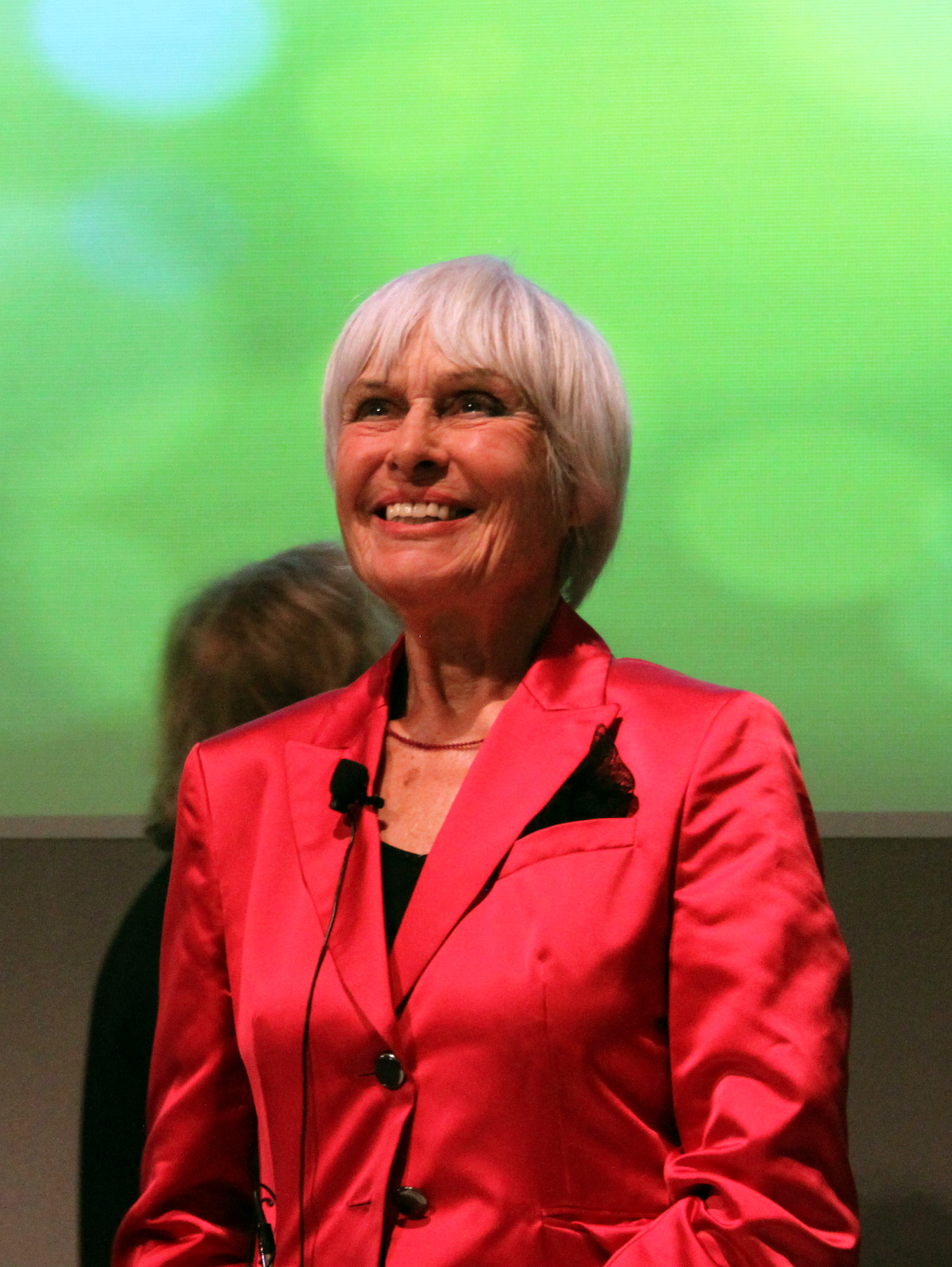
Barbara Rütting (1927–2020)

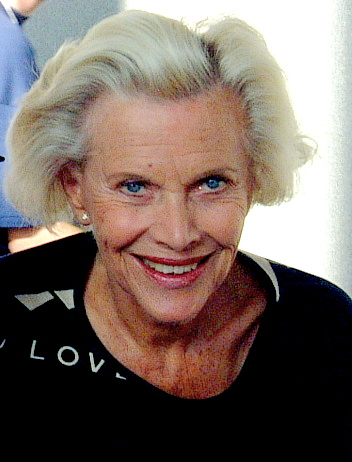
Honor Blackman (1925–2020)

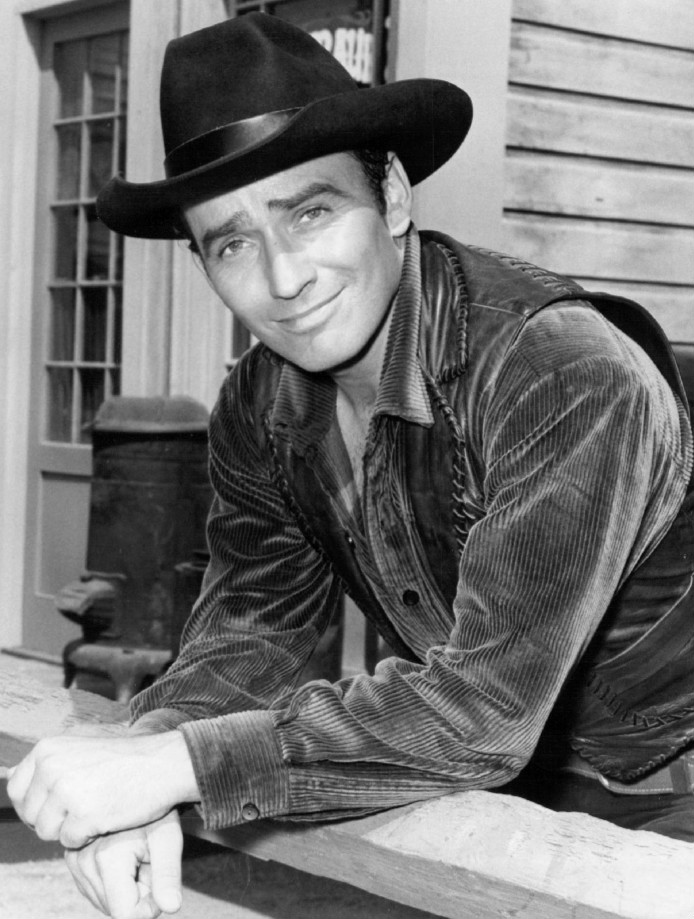
James Drury (1934–2020)

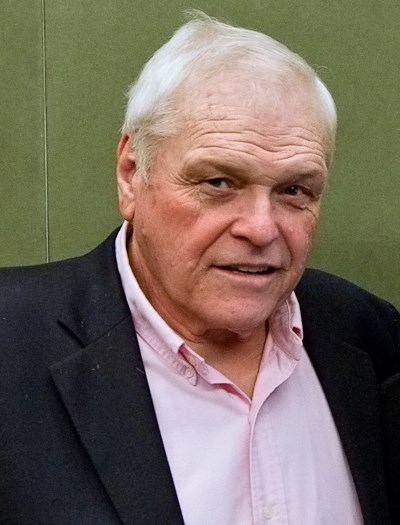
Brian Dennehy (1938–2020)

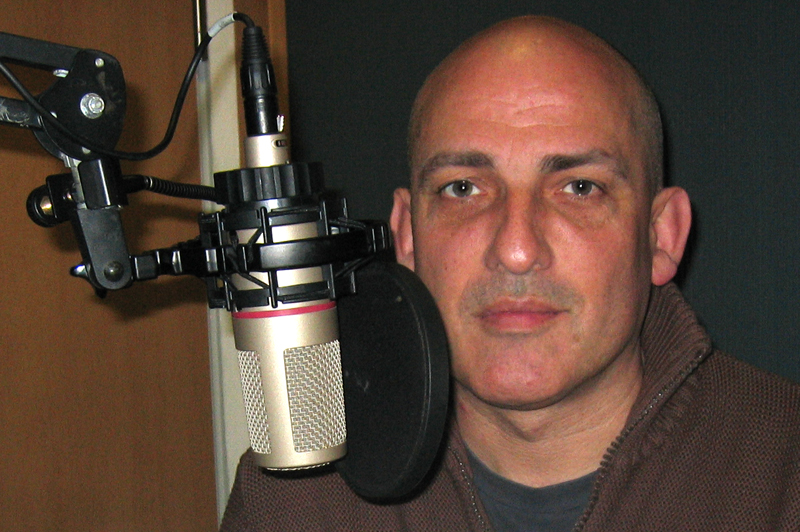
Leon Boden (1958–2020)

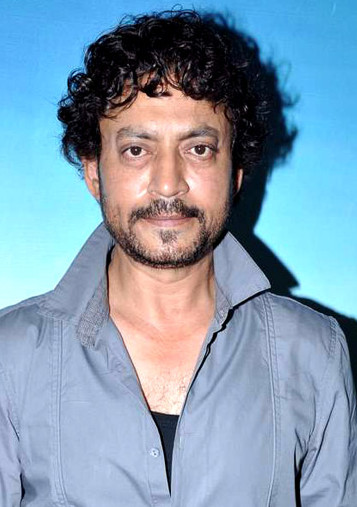
Irrfan Khan (1967–2020)

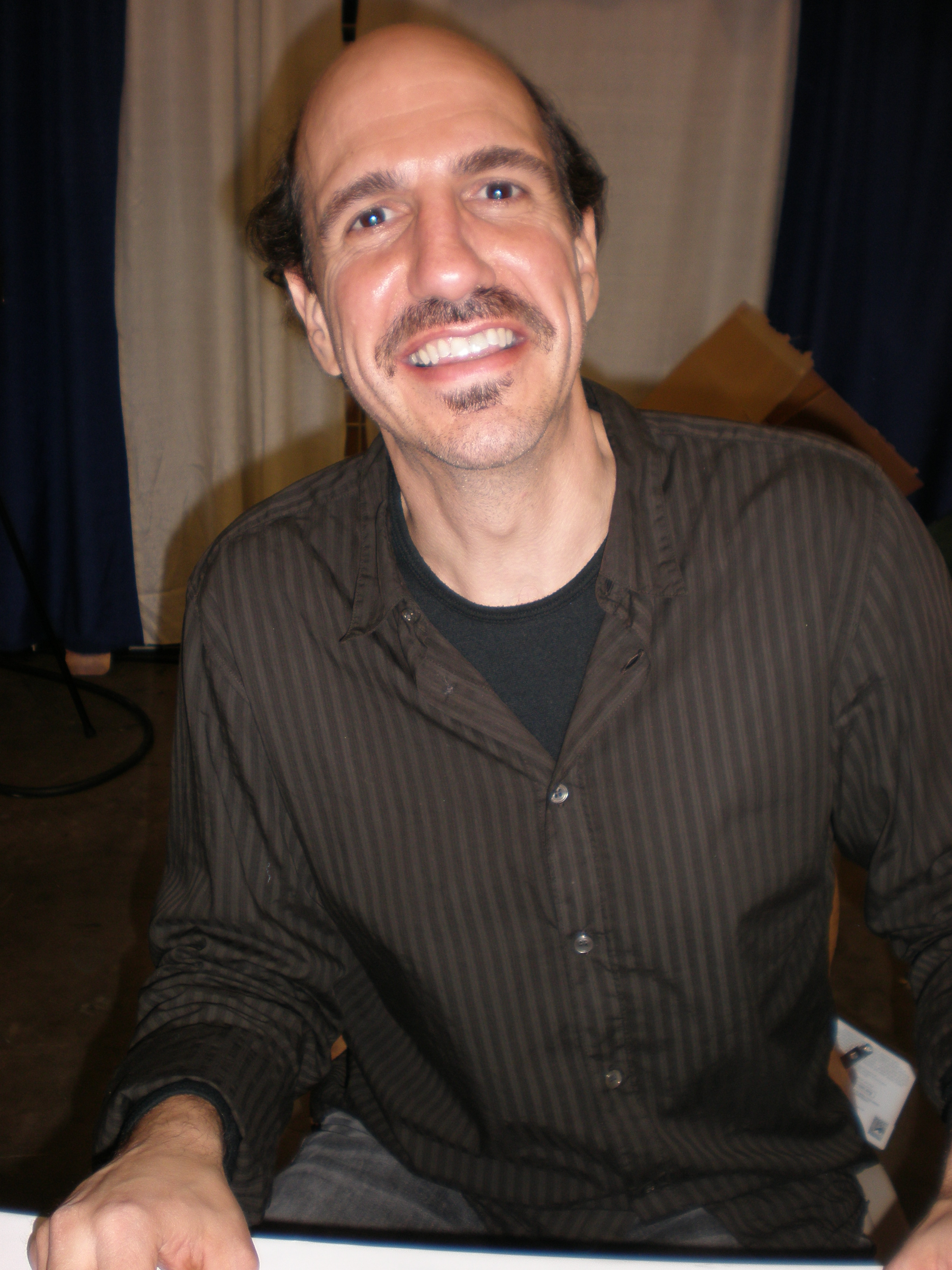
Sam Lloyd (1963–2020)

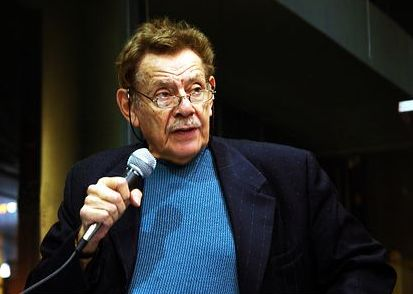
Jerry Stiller (1927–2020)

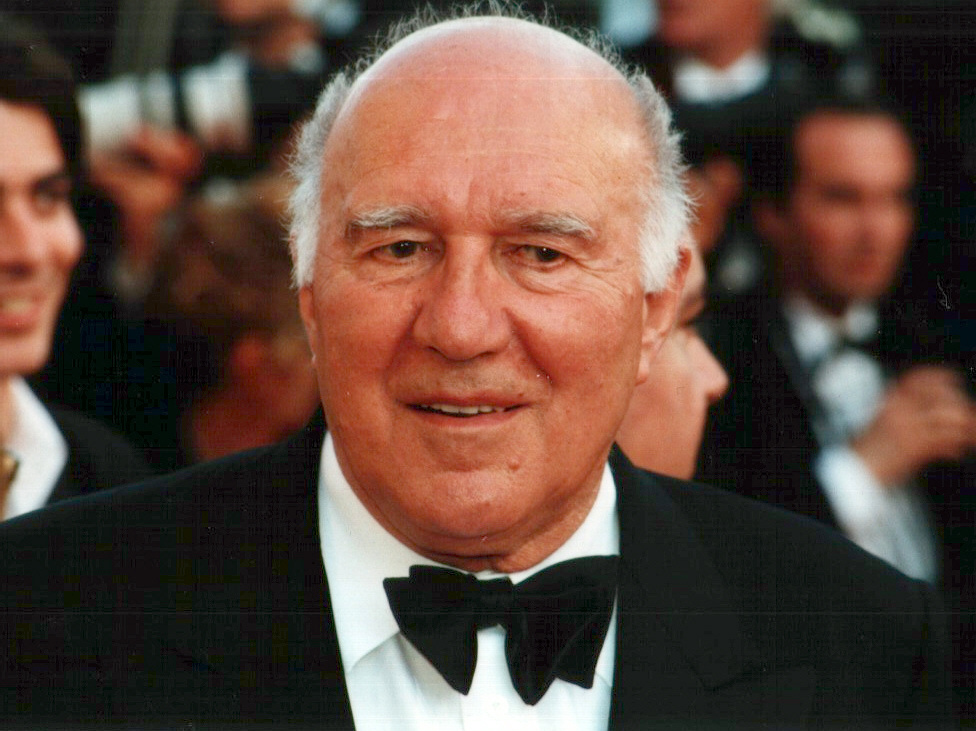
Michel Piccoli (1925–2020)

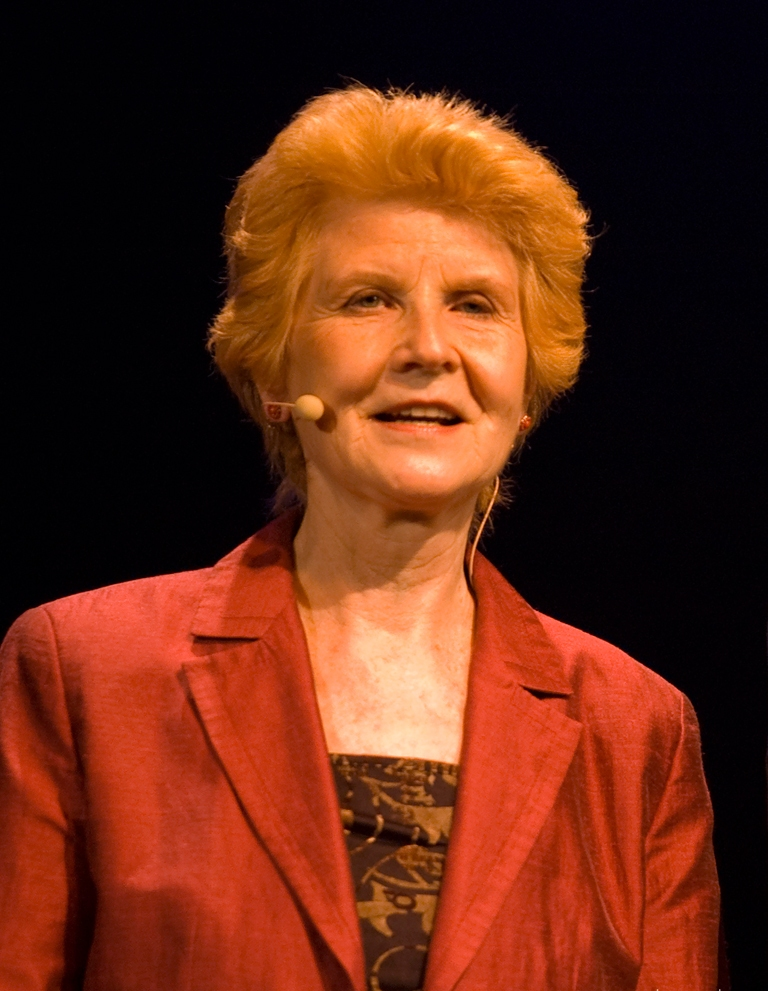
Irm Hermann (1942–2020)

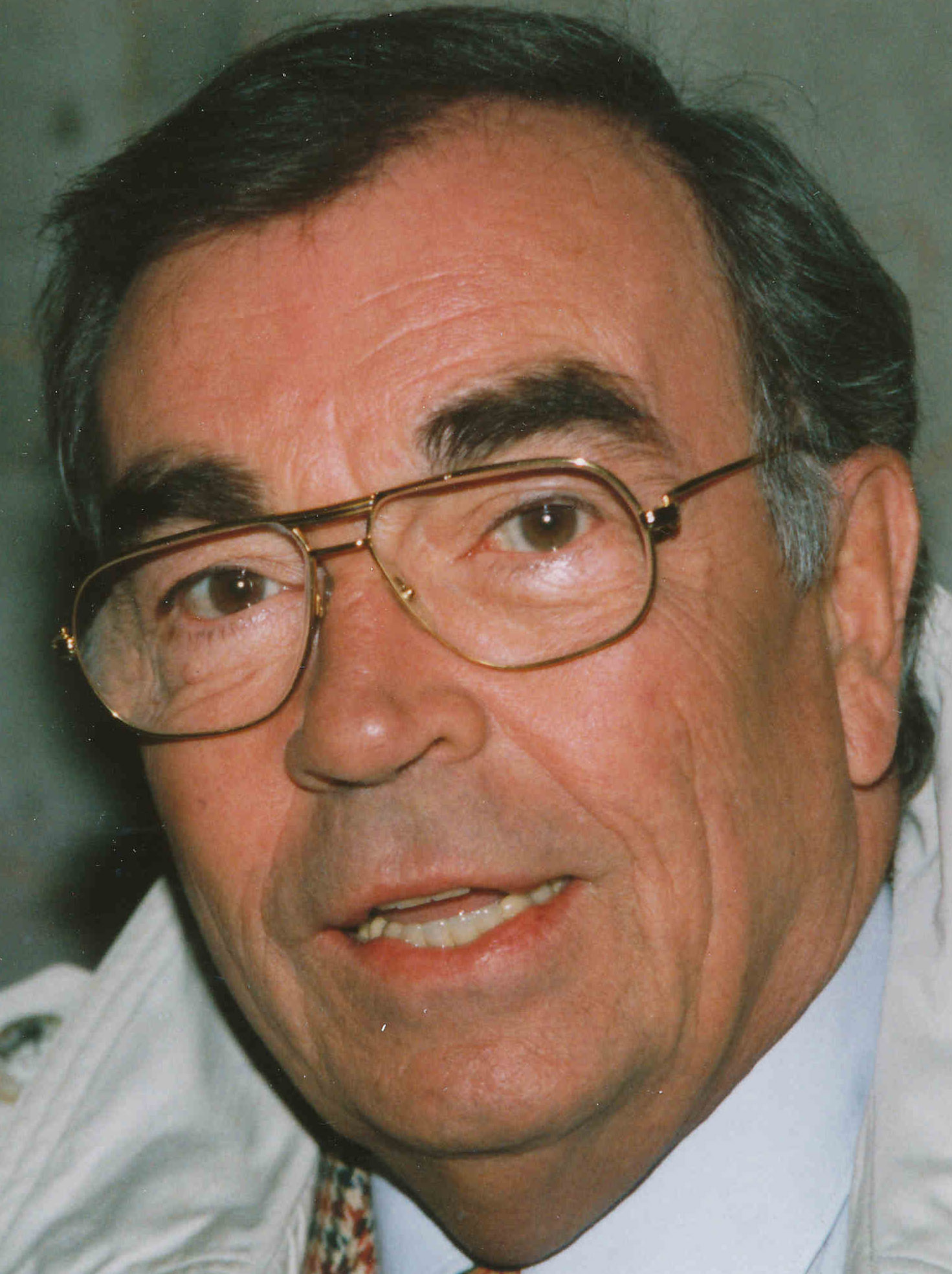
Claus Biederstaedt (1928–2020)

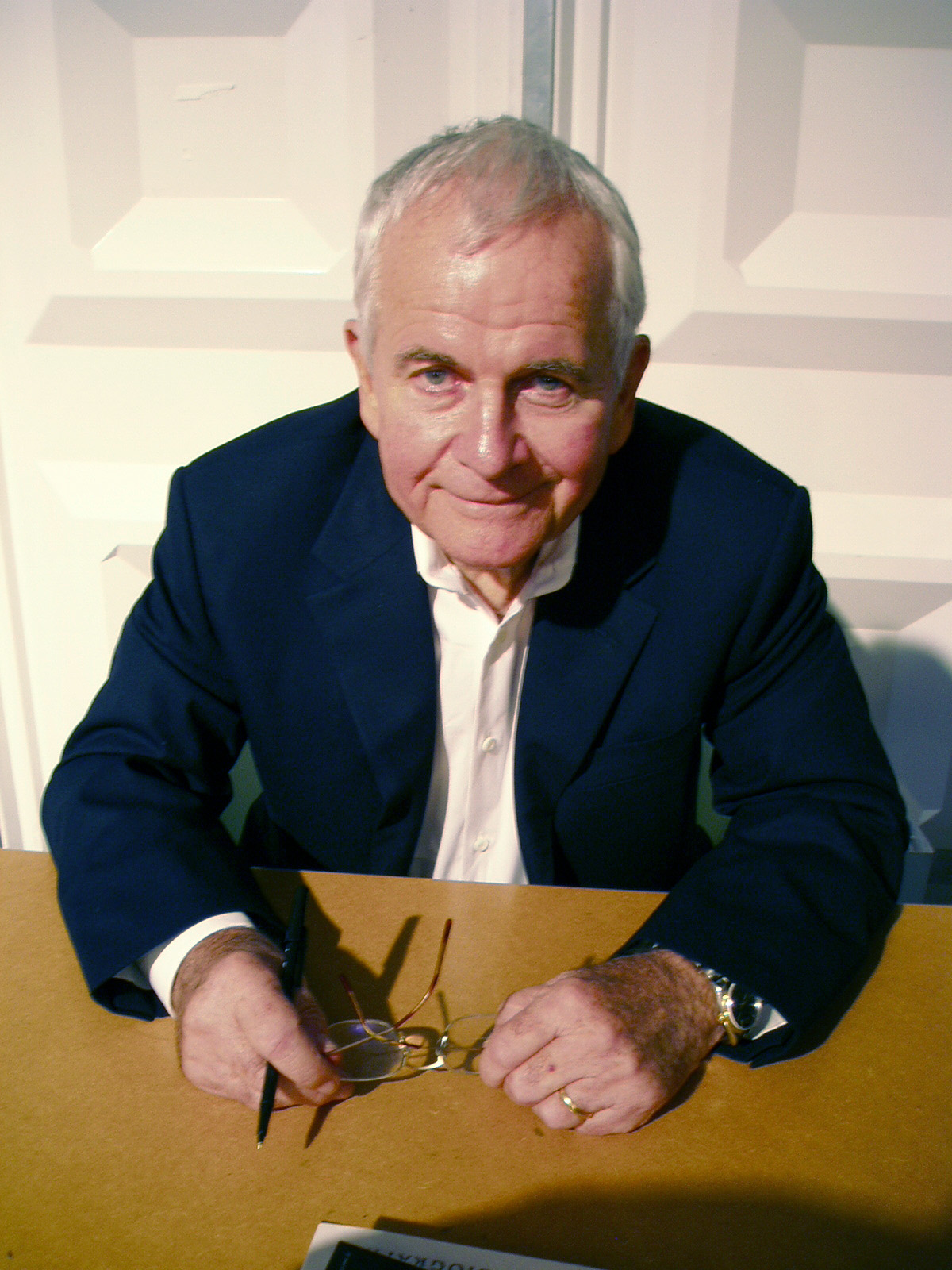
Ian Holm (1931–2020)

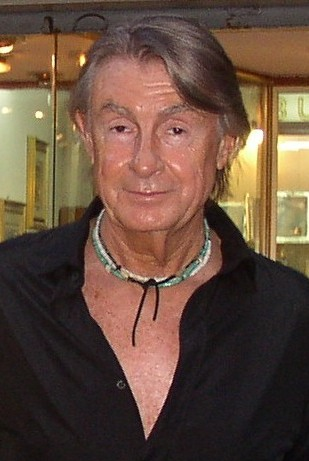
Joel Schumacher (1939–2020)

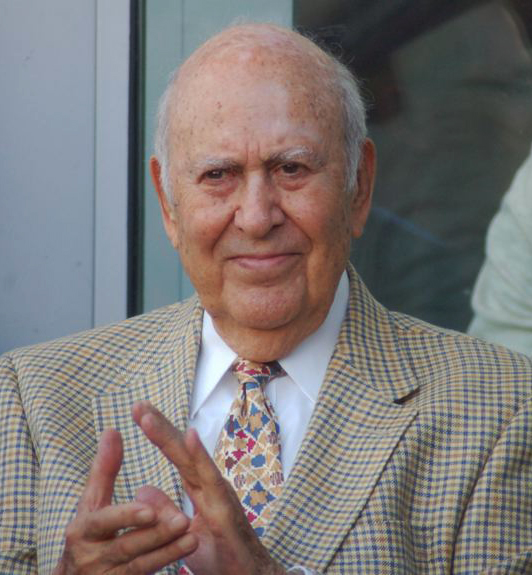
Carl Reiner (1922–2020)

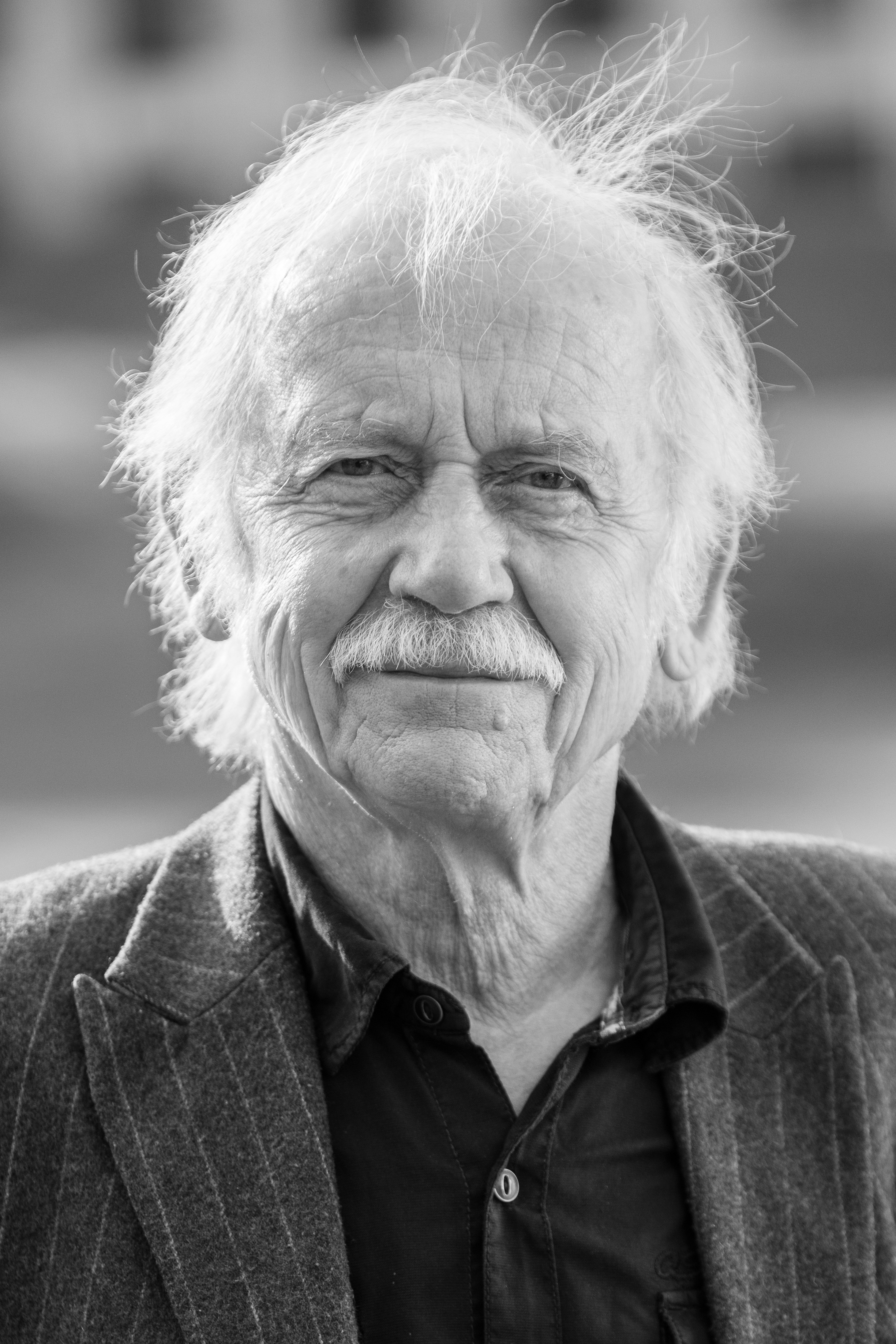
Tilo Prückner (1940–2020)

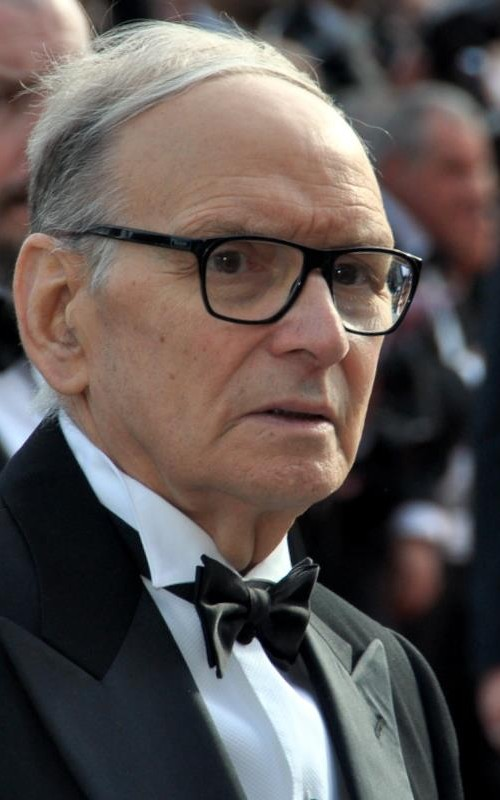
Ennio Morricone (1928–2020)

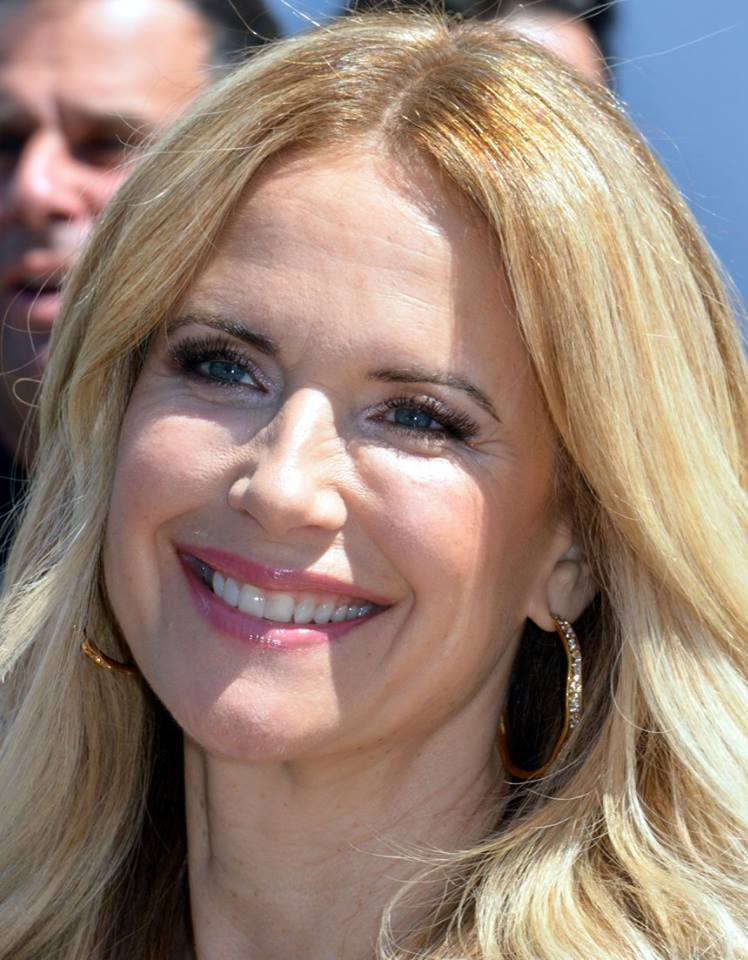
Kelly Preston (1962–2020)

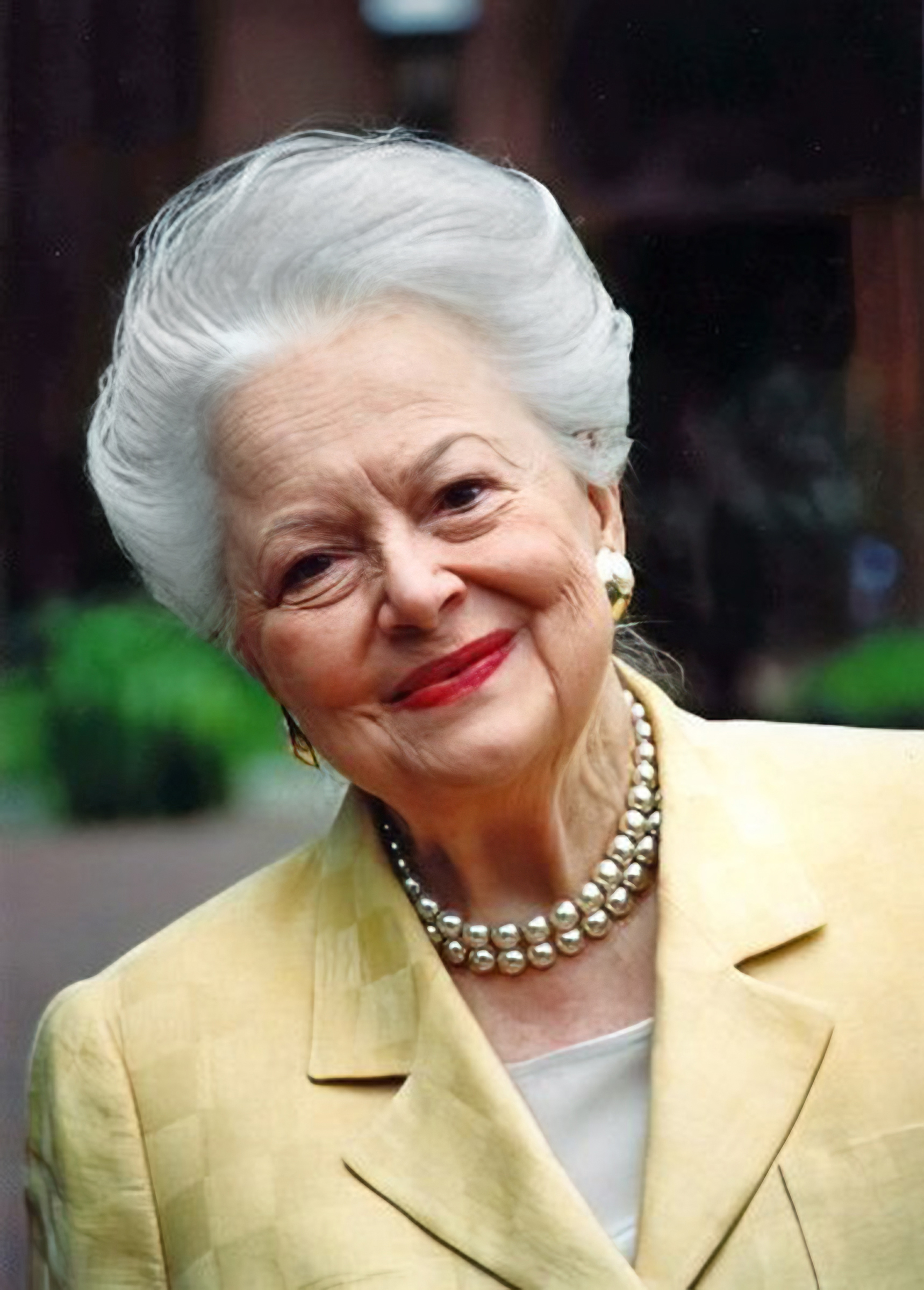
Olivia de Havilland (1916–2020)

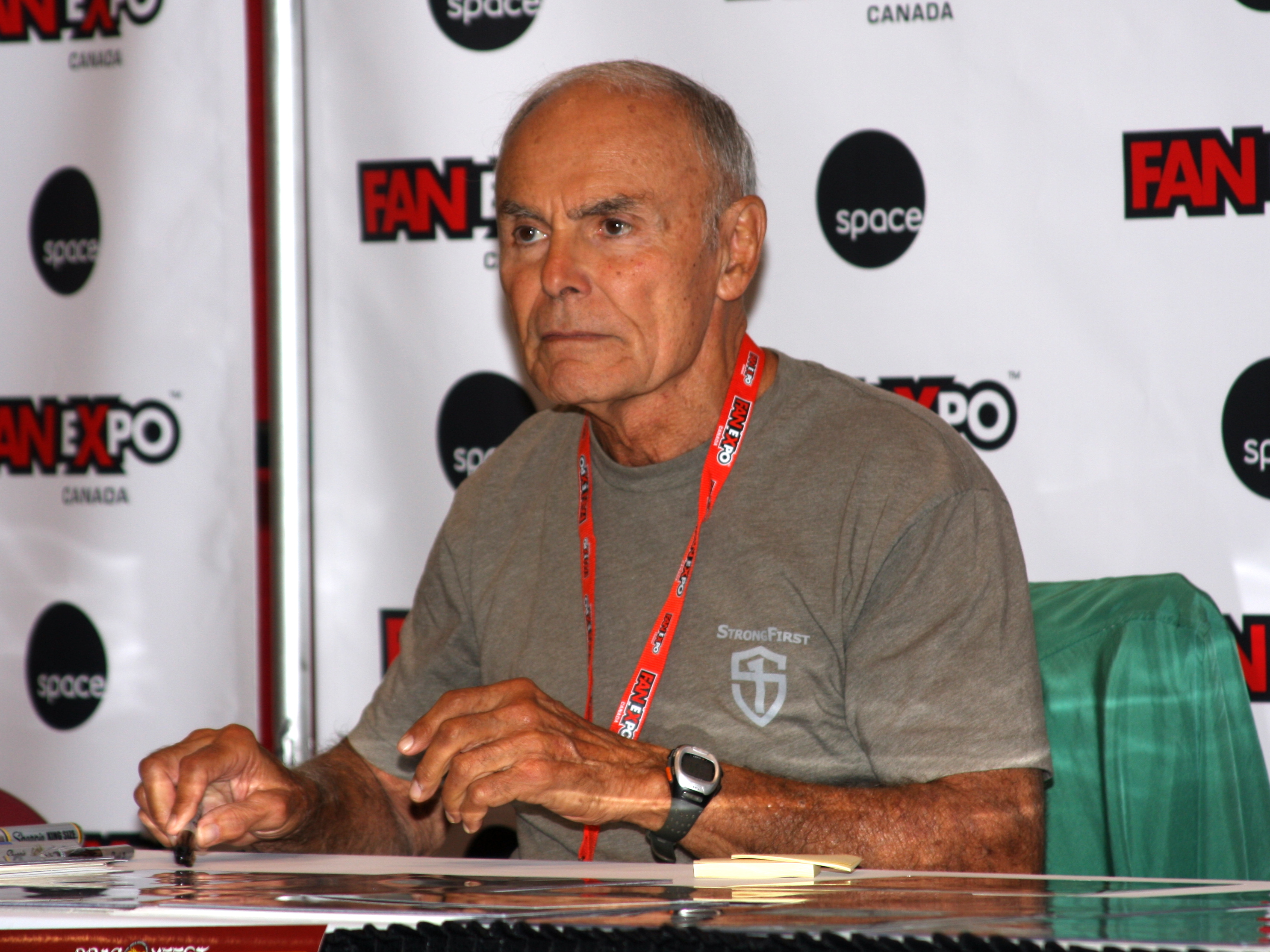
John Saxon (1936–2020)

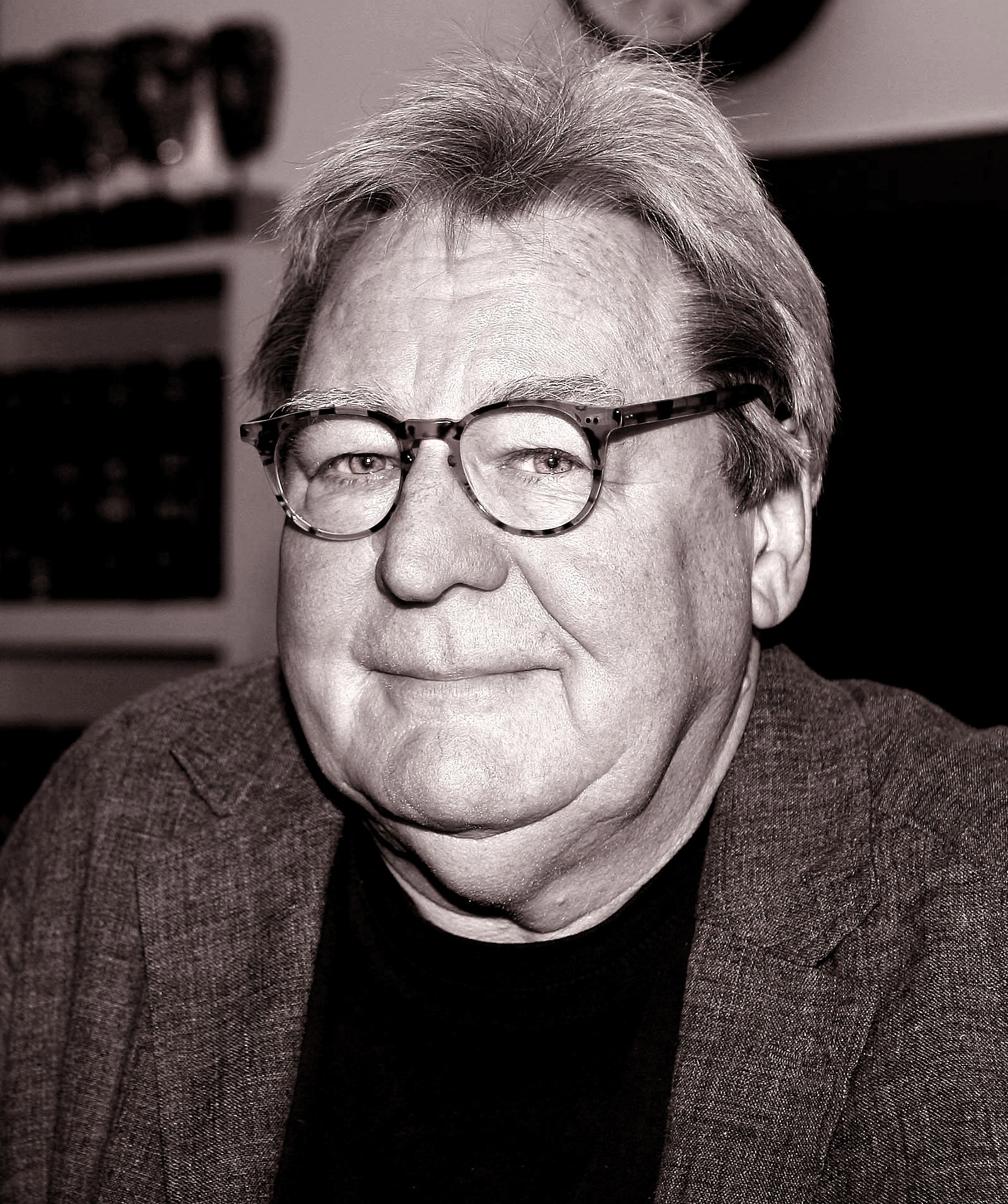
Alan Parker (1944–2020)

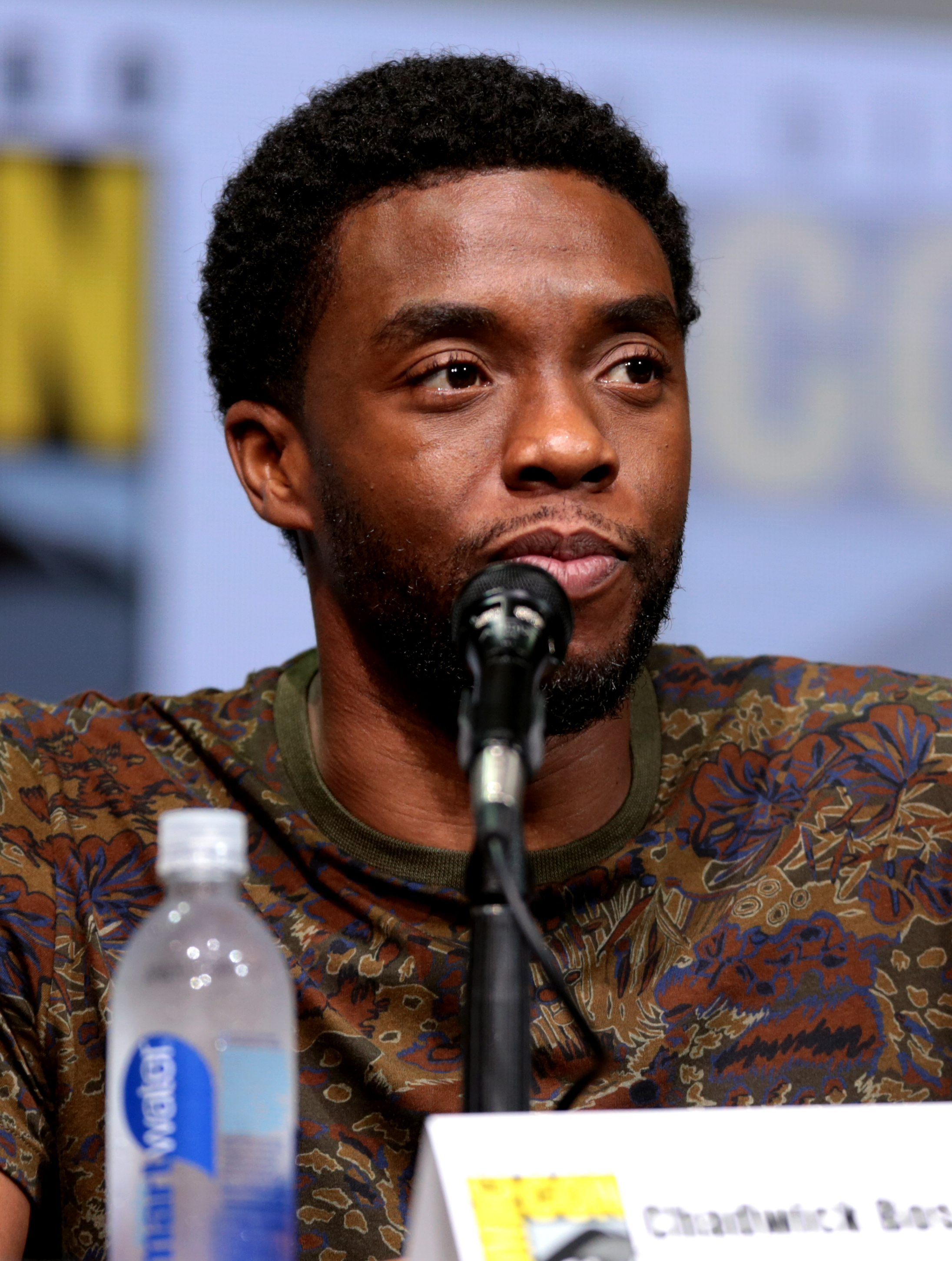
Chadwick Boseman (1976–2020)

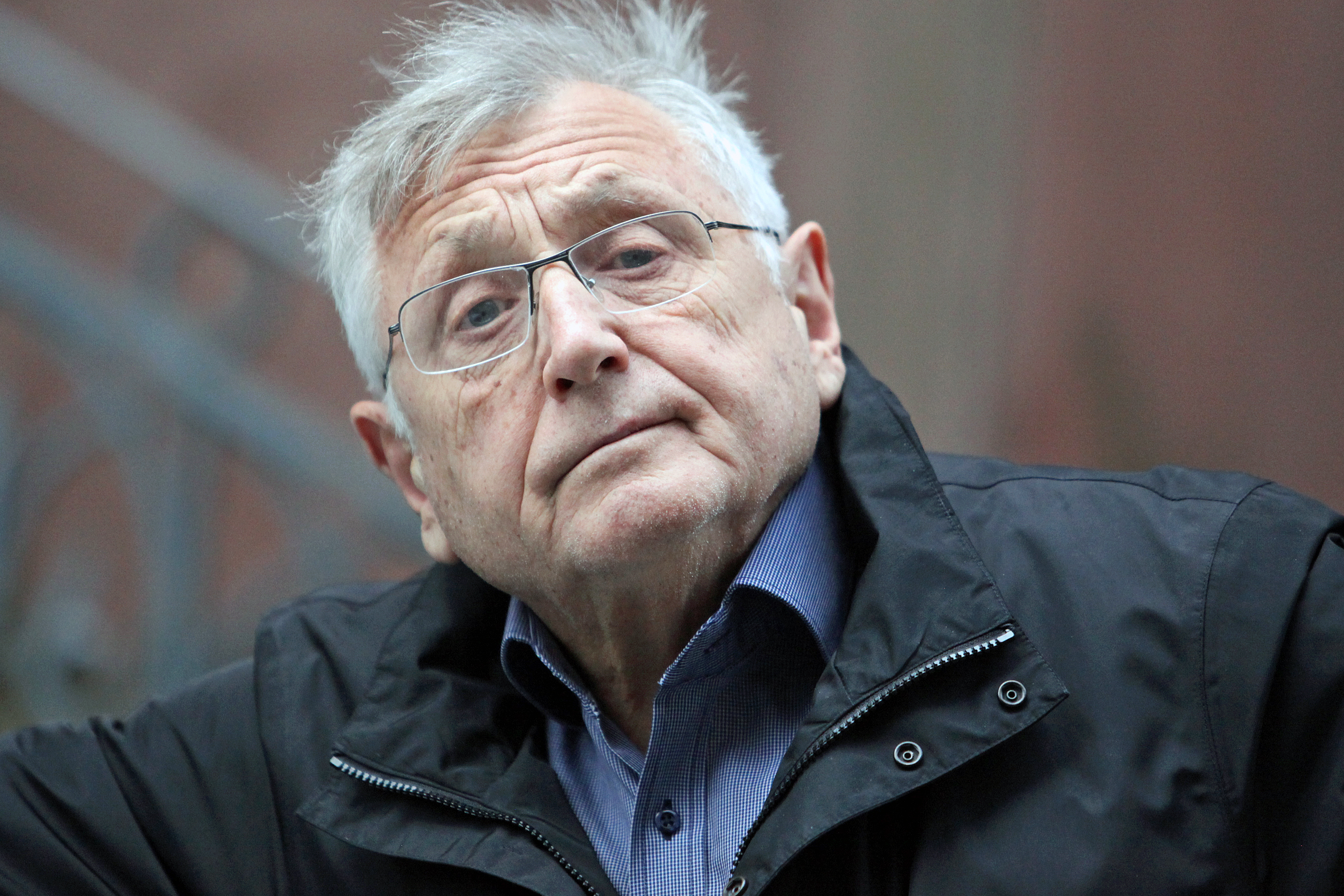
Jiří Menzel (1938–2020)

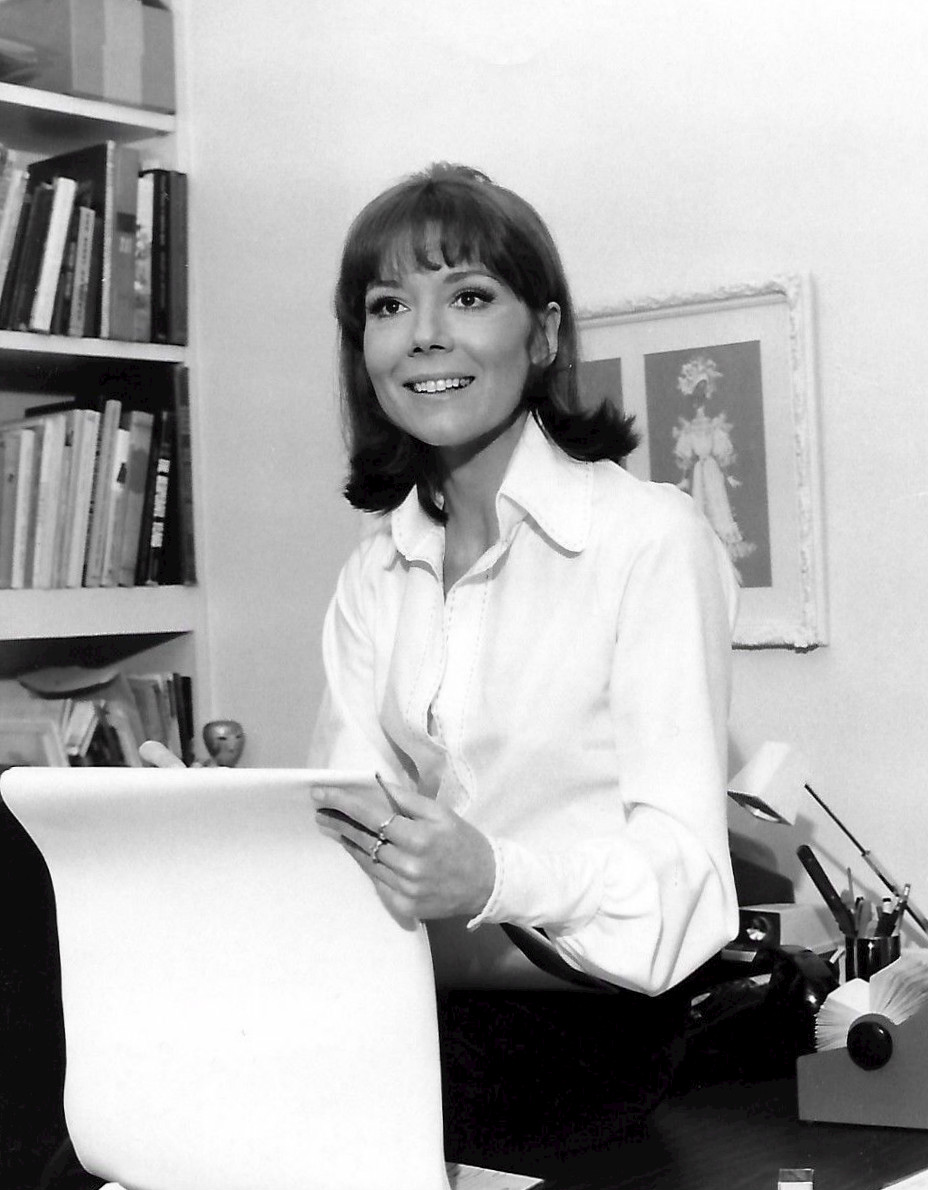
Diana Rigg (1938–2020)

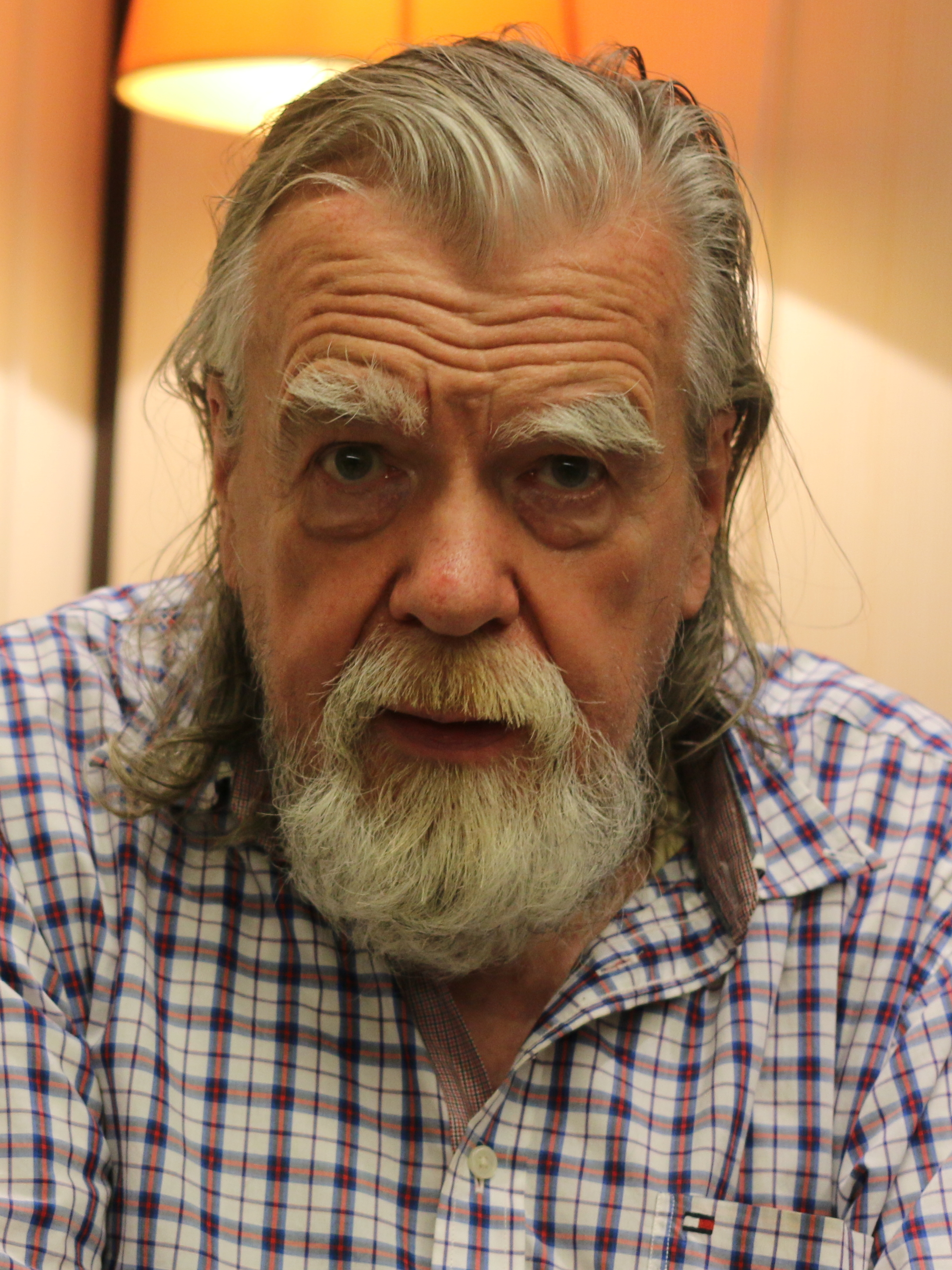
Michael Lonsdale (1931–2020)

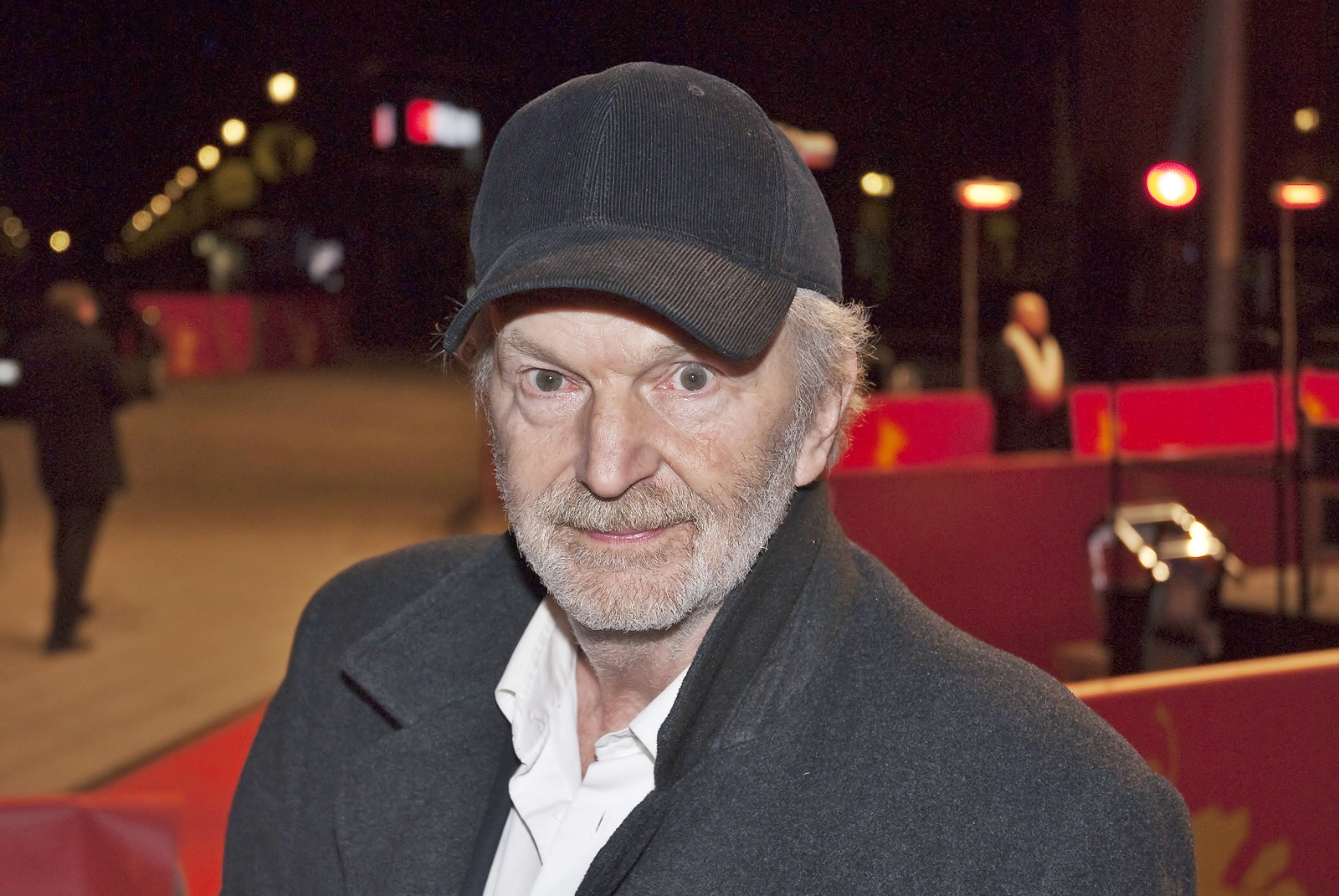
Michael Gwisdek (1942–2020)

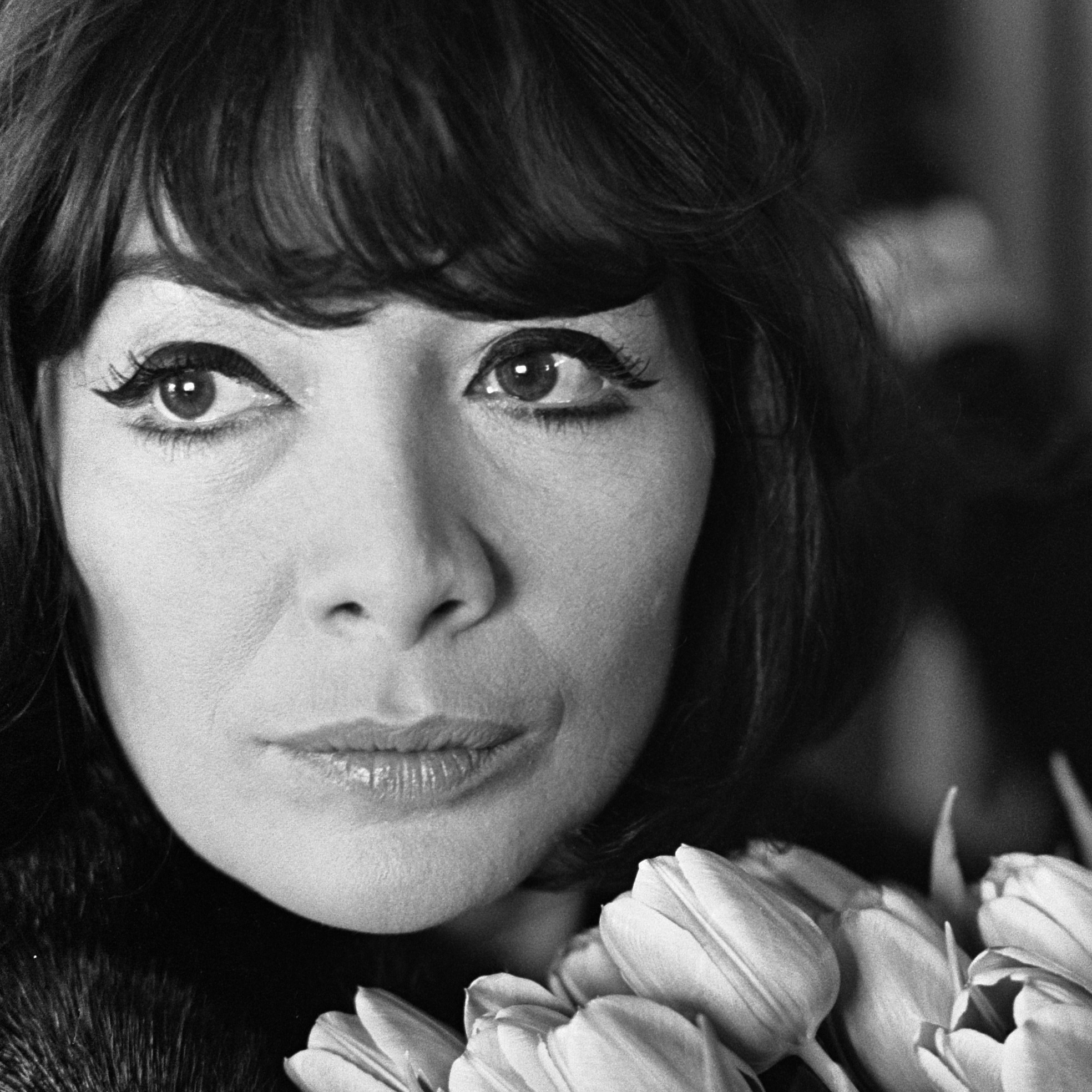
Juliette Gréco (1927–2020)

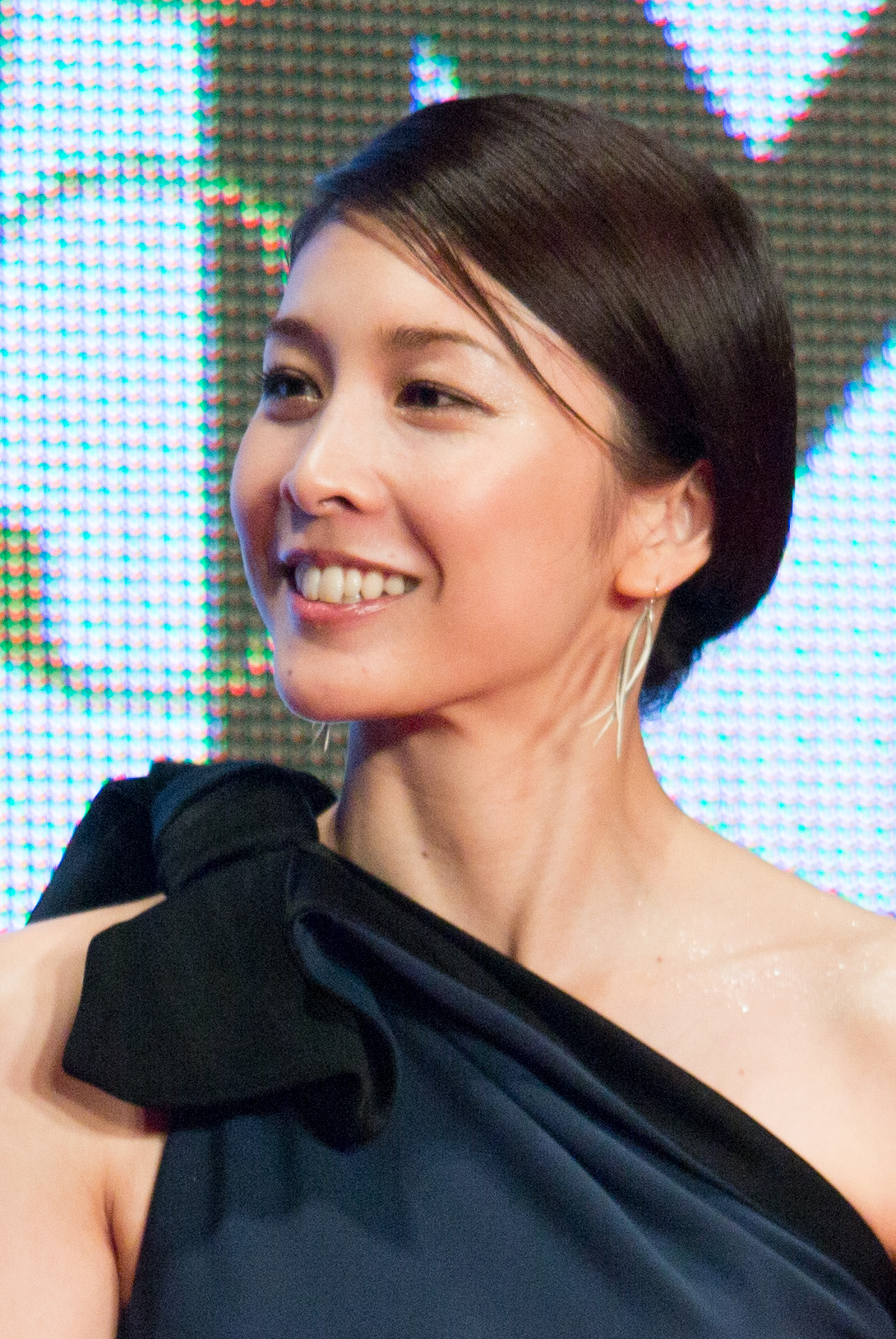
Yūko Takeuchi (1980–2020)

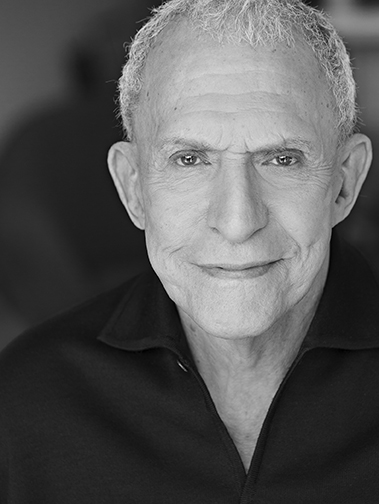
Jacques Godin (1930–2020)

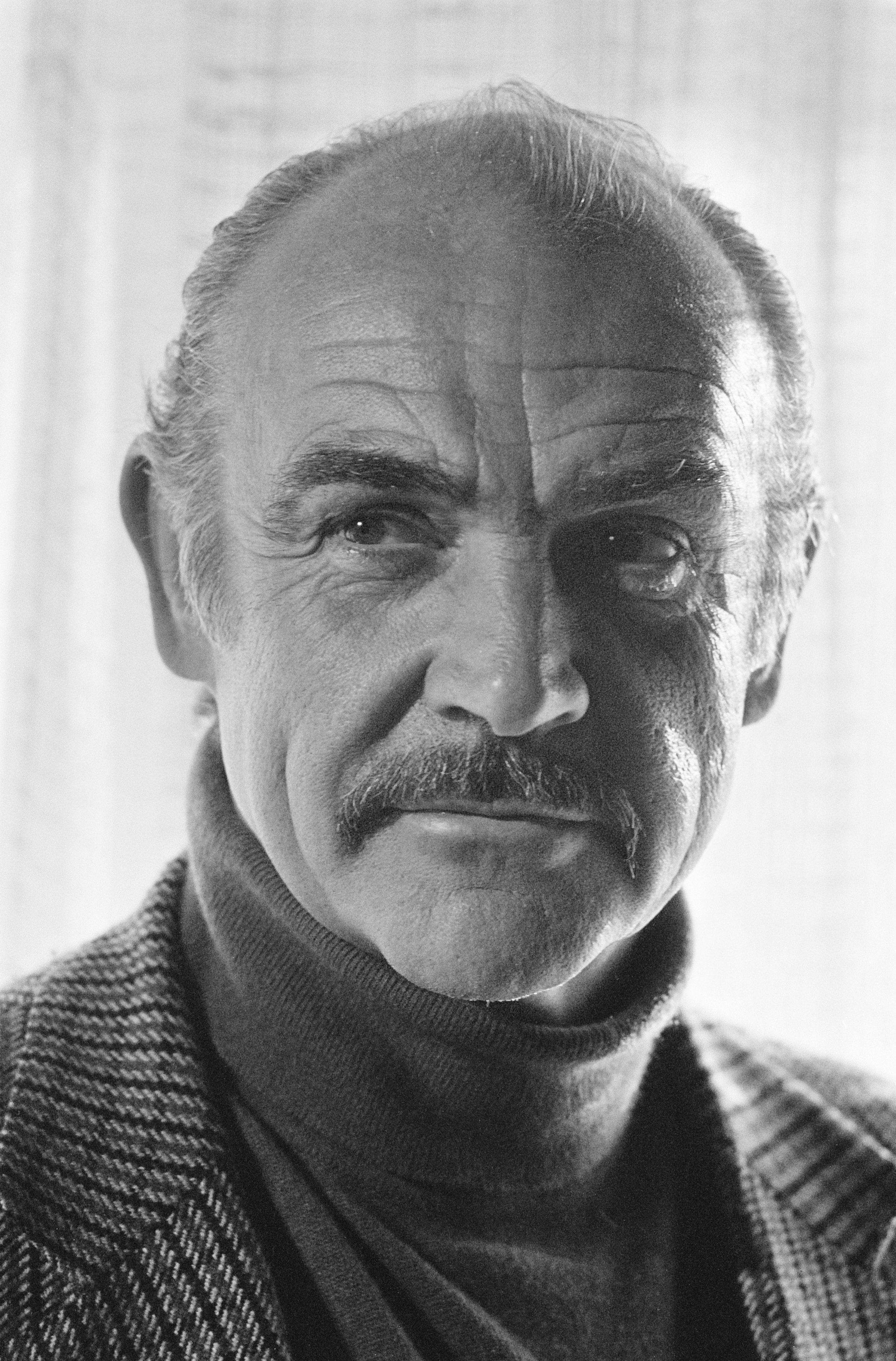
Sean Connery (1930–2020)

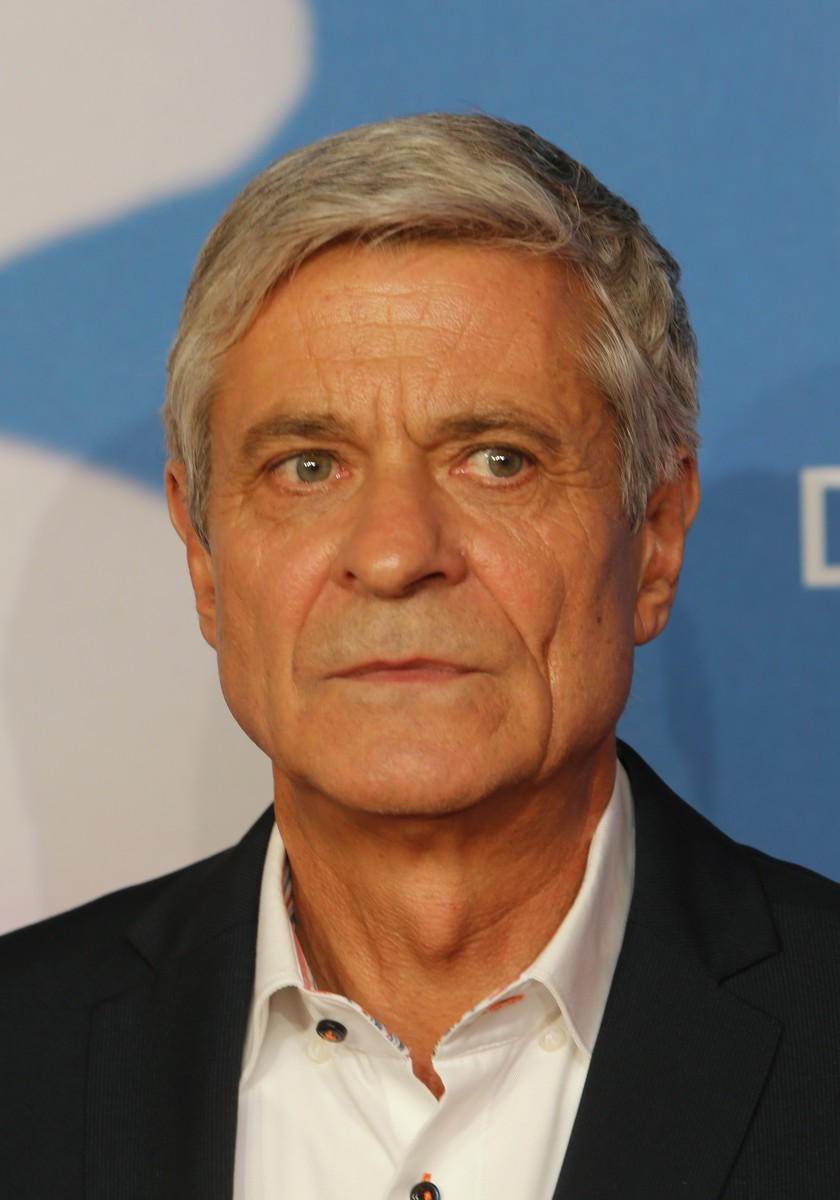
Dietrich Adam (1953–2020)

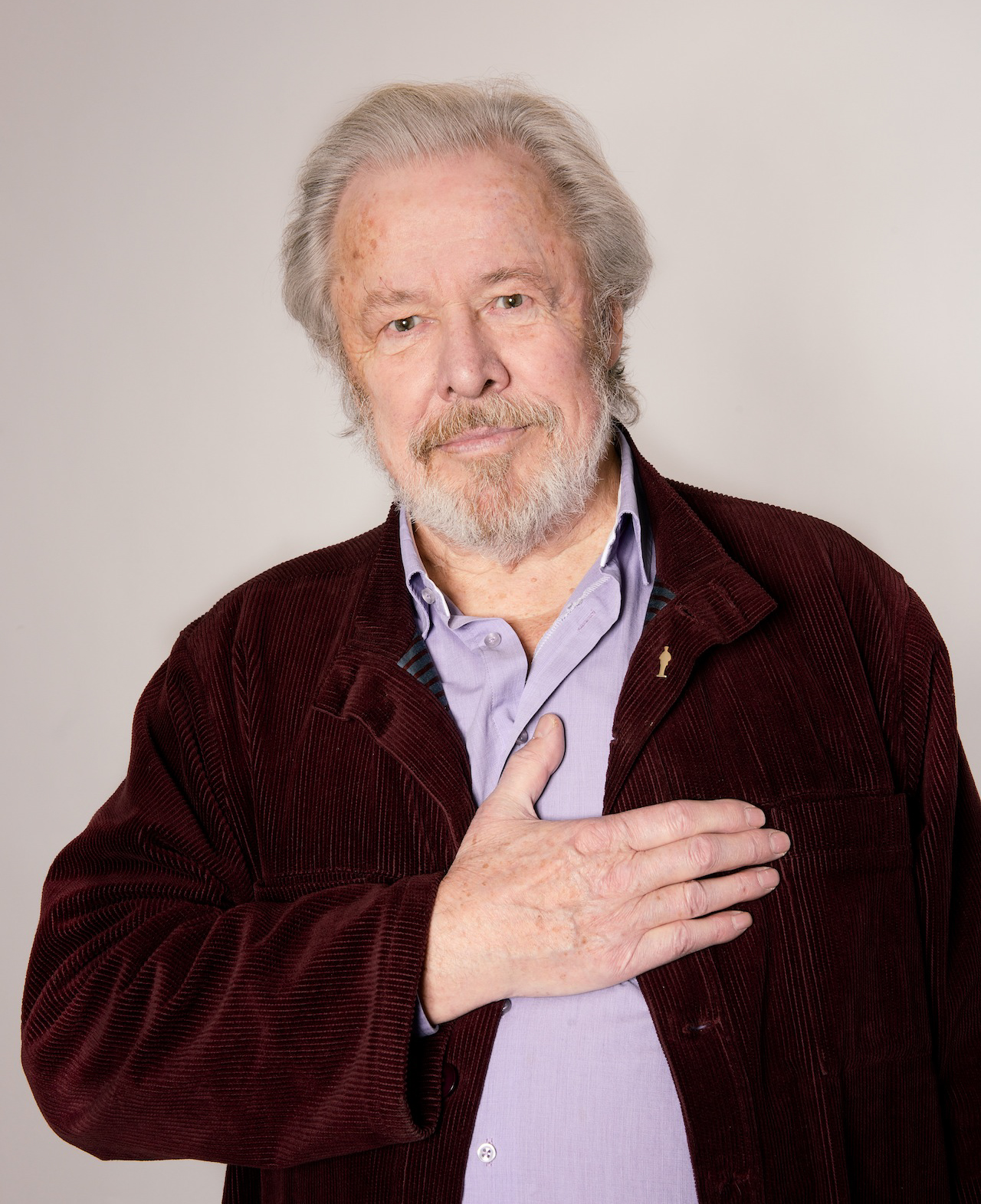
Sven Wollter (1934–2020)

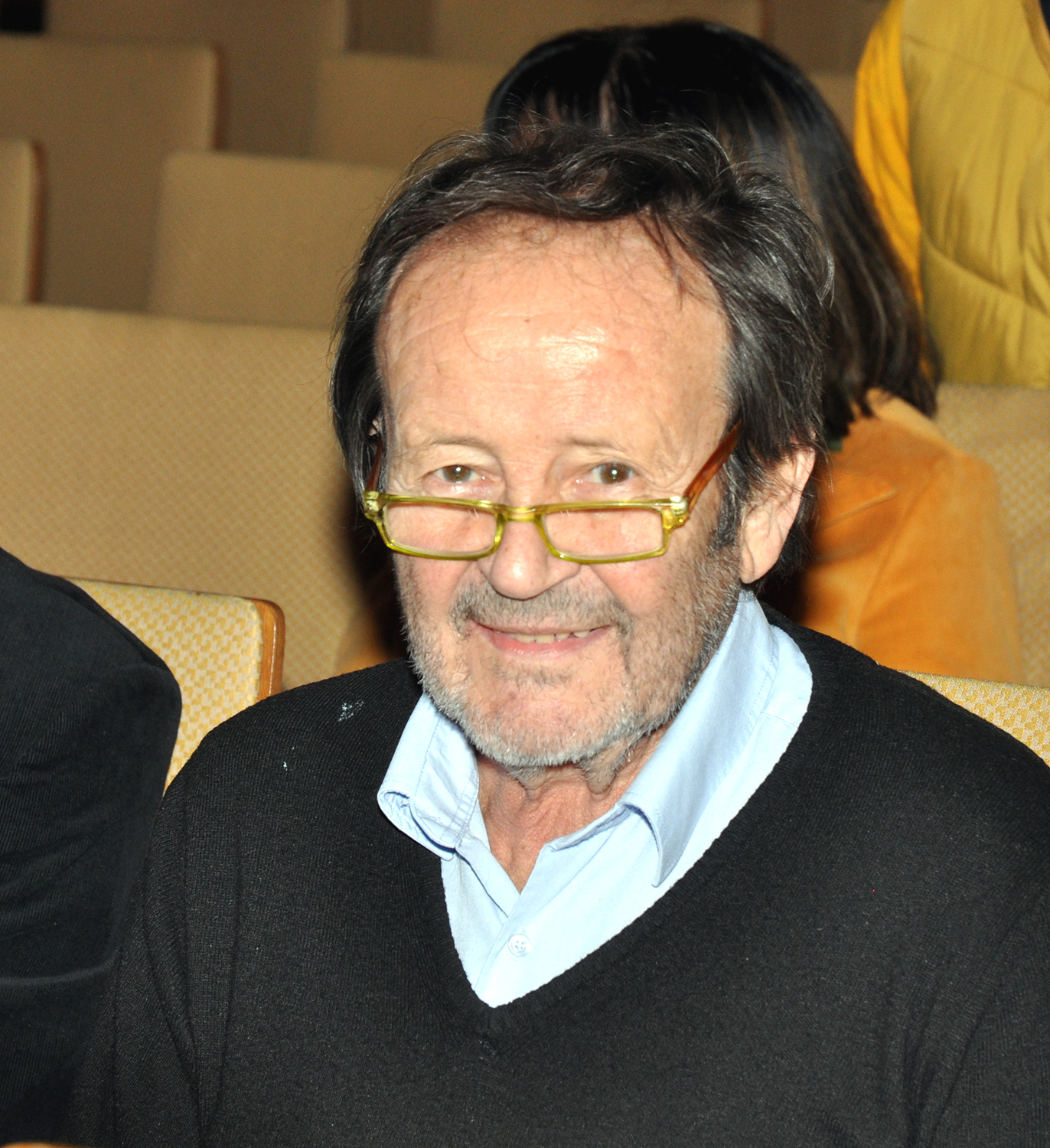
Gernot Roll (1939–2020)

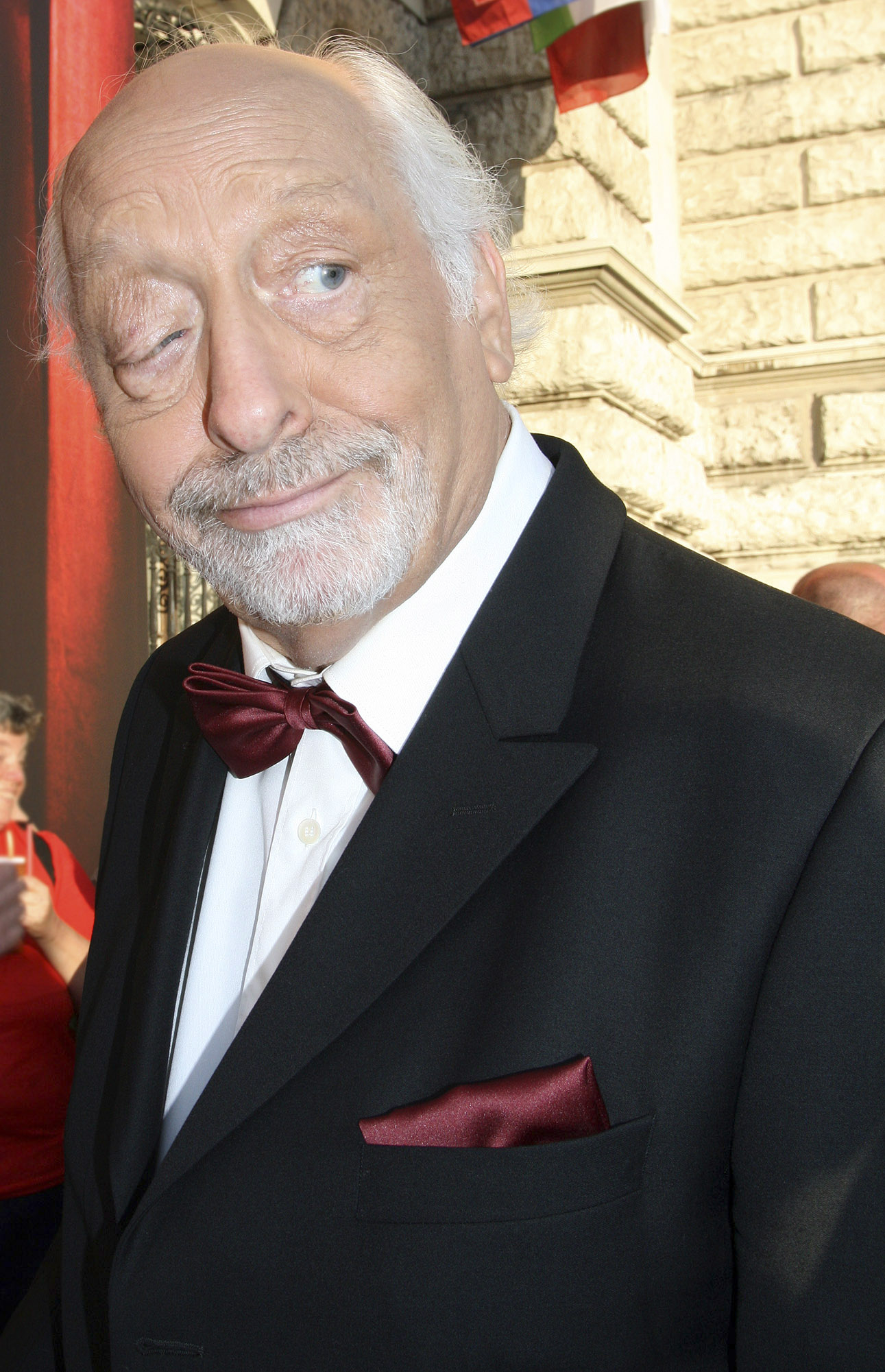
Karl Dall (1941–2020)

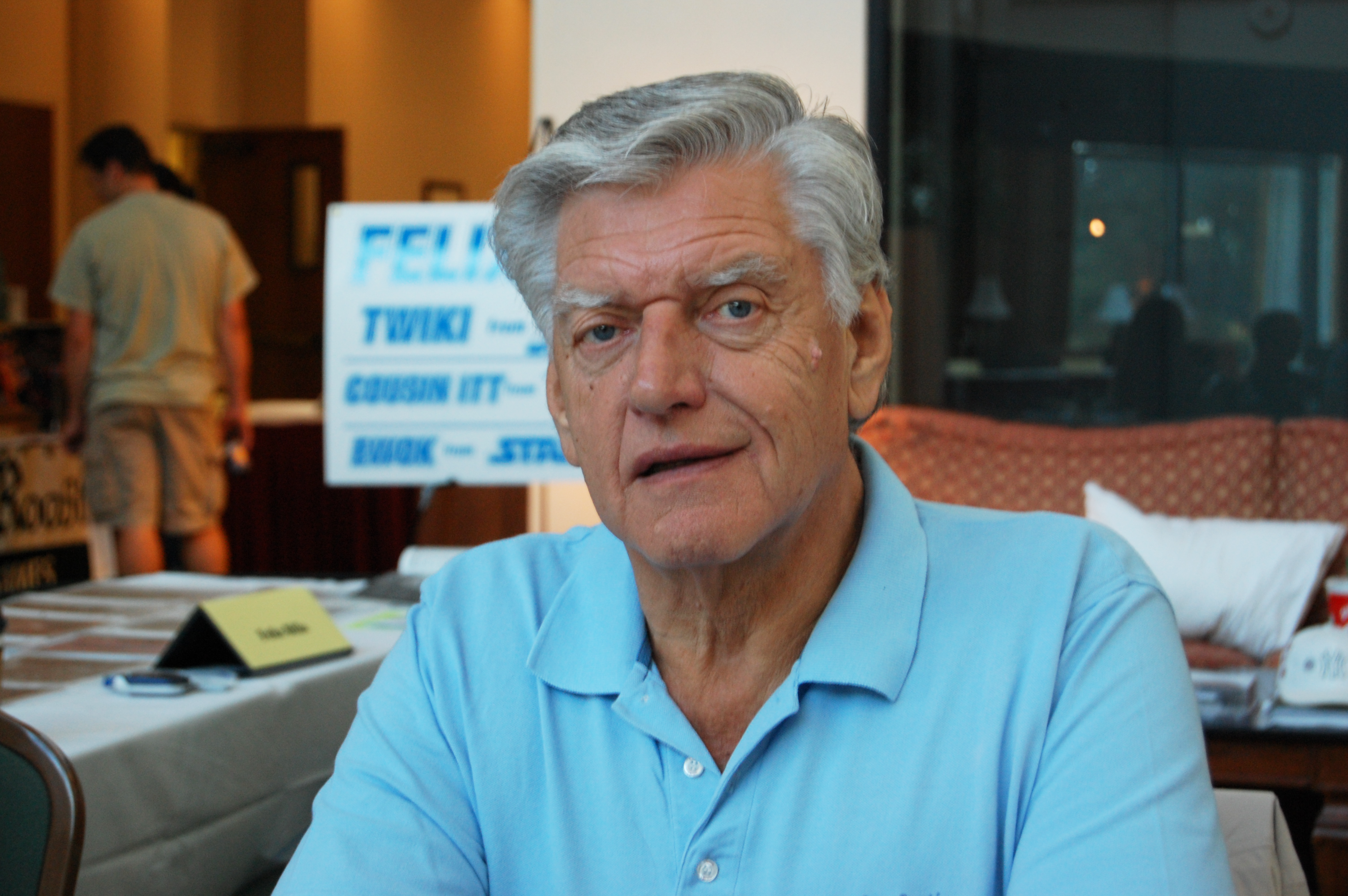
David Prowse (1935–2020)

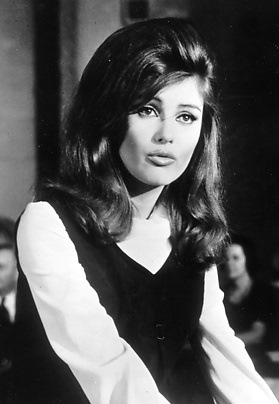
Pamela Tiffin (1942–2020)

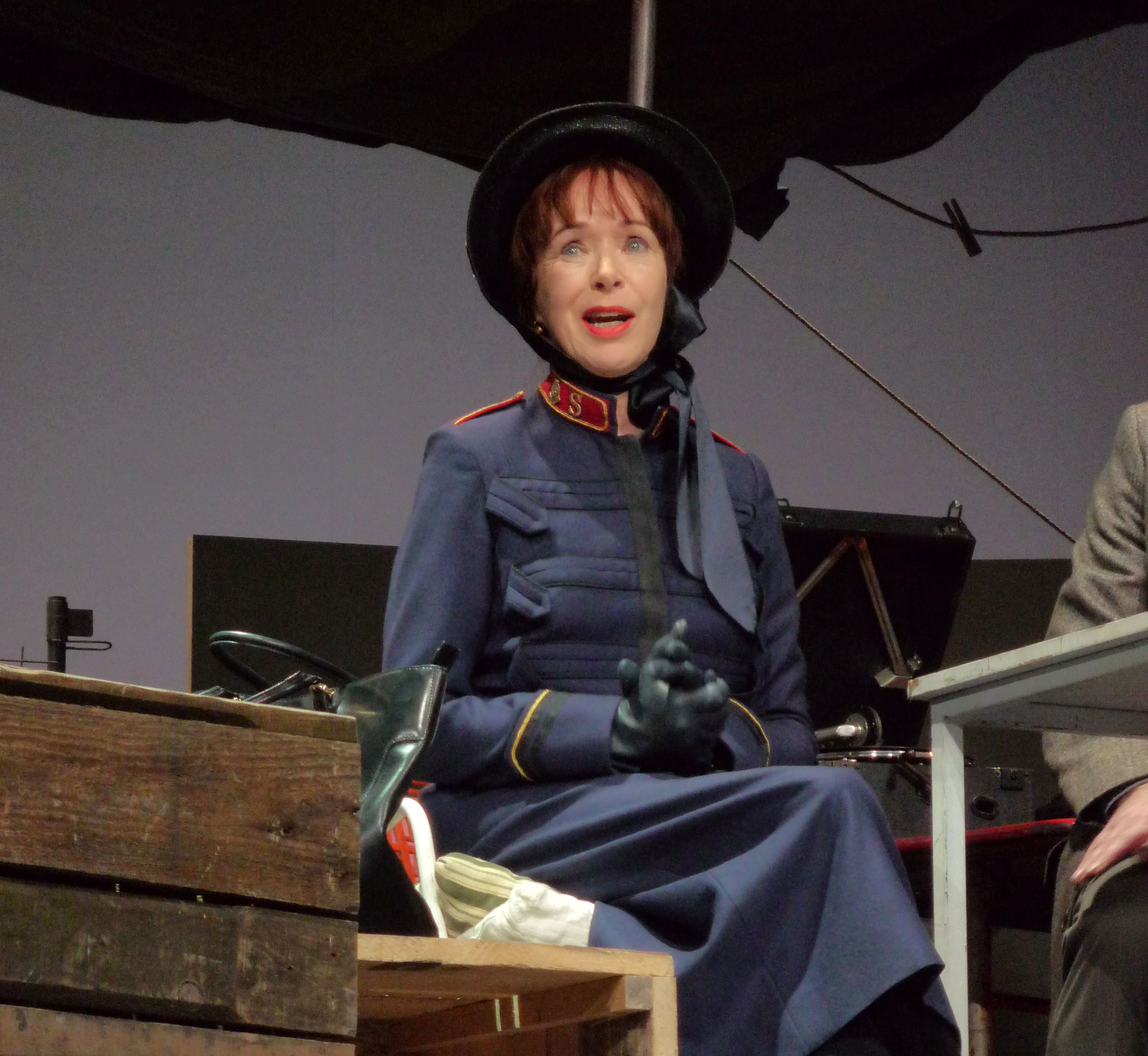
Jutta Lampe (1937–2020)

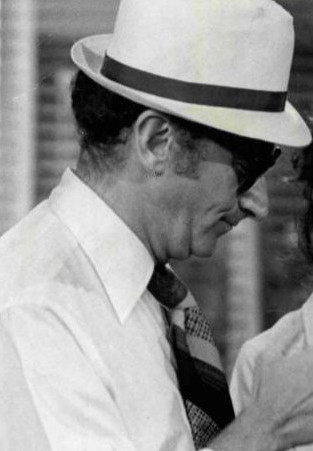
Lee Wallace (1930–2020)

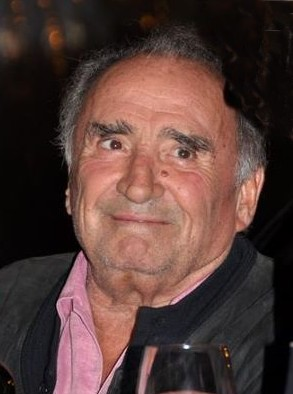
Claude Brasseur (1936–2020)

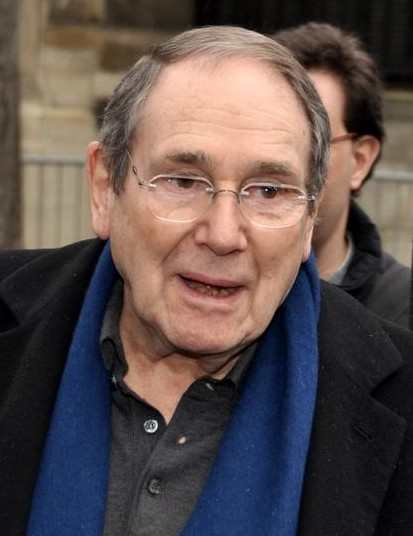
Robert Hossein (1927–2020)

### Januar bis März
Januar:
- 02. Januar: Veronika Fitz, deutsche Schauspielerin (* 1936)
- 04. Januar: Tom Long, australisch-US-amerikanischer Schauspieler (* 1968)
- 04. Januar: Lorenza Mazzetti, italienische Regisseurin und Drehbuchautorin (* 1927)
- 05. Januar: Daniel Rengifo, kolumbianischer Schauspieler (* um 1993)
- 08. Januar: Edd Byrnes, US-amerikanischer Schauspieler und Sänger (* 1932 oder 1933)
- 08. Januar: Buck Henry, US-amerikanischer Schauspieler, Regisseur und Drehbuchautor (* 1930)
- 09. Januar: Ivan Passer, tschechischer Regisseur und Drehbuchautor (* 1933)
- 10. Januar: Neda Arnerić, serbische Schauspielerin (* 1953)
- 10. Januar: Wolfgang Dauner, deutscher Jazzpianist und Komponist (* 1935)
- 10. Januar: Michael Greene, US-amerikanischer Schauspieler (* 1933)
- 11. Januar: Stan Kirsch, US-amerikanischer Schauspieler (* 1968)
- 12. Januar: Tony Garnett, britischer Film- und Fernsehproduzent (* 1936)
- 12. Januar: Matthias Scheuring, deutscher Schauspieler (* 1957)
- 12. Januar: Aart Staartjes, niederländischer Schauspieler, Regisseur, Fernsehmoderator und Dokumentarfilmer (* 1938)
- 12. Januar: Sigurd Tesche, deutscher Dokumentarfilmer (* 1940)
- 13. Januar: Jaime Humberto Hermosillo, mexikanischer Filmregisseur, Filmproduzent, Drehbuchautor (* 1942)
- 14. Januar: Jack Kehoe, US-amerikanischer Schauspieler (* 1934)
- 15. Januar: Geoff Castle, britischer Komponist (* 1949)
- 15. Januar: Wolfgang Freundorfer, deutscher Schauspieler (* 1947)
- 15. Januar: Ferdinand Schmidt-Modrow, deutscher Schauspieler (* 1985)
- 17. Januar: Derek Fowlds, britischer Schauspieler (* 1937)
- 17. Januar: Lech Raczak, polnischer Regisseur (* 1946)
- 18. Januar: Christoph Quest, deutscher Schauspieler (* 1940)
- 19. Januar: Urs Egger, Schweizer Film- und Fernsehregisseur (* 1955)
- 19. Januar: Kit Hood, kanadischer Regisseur, Drehbuchautor und Produzent (* um 1933)
- 20. Januar: Joseph Hannesschläger, deutscher Schauspieler und Musiker (* 1962)
- 21. Januar: Terry Jones, britischer Komiker und Filmregisseur (* 1942)
- 22. Januar: John Karlen, US-amerikanischer Schauspieler (* 1933)
- 25. Januar: Monique van Vooren, belgisch-US-amerikanische Schauspielerin (* 1927)
- 26. Januar: Lucy Jarvis, US-amerikanische Fernsehproduzentin (* 1917)
- 28. Januar: Marj Dusay, US-amerikanische Schauspielerin (* 1936)
- 28. Januar: Harriet Frank Jr., US-amerikanische Drehbuchautorin (* 1923)
- 28. Januar: Nicholas Parsons, britischer Schauspieler und Moderator (* 1923)
- 28. Januar: Dyanne Thorne, US-amerikanische Schauspielerin (* 1936)
- 30. Januar: Jörn Donner, finnlandschwedischer Regisseur, Schauspieler und Filmproduzent (* 1933)
- 31. Januar: Delphine Forest, französische Schauspielerin (* 1966)

Februar:
- 01. Februar: Péter Andorai, ungarischer Schauspieler (* 1948)
- 01. Februar: Luciano Ricceri, italienischer Filmarchitekt und Kostümbildner (* 1940)
- 01. Februar: Elisabeth Schnell, Schweizer Schauspielerin (* 1930)
- 02. Februar: Ivan Král, tschechischer Komponist (* 1948)
- 03. Februar: Gene Reynolds, US-amerikanischer Schauspieler, Drehbuchautor, Fernsehregisseur und Fernsehproduzent (* 1923)
- 04. Februar: José Luis Cuerda, spanischer Filmregisseur, Drehbuchautor und Filmproduzent (* 1947)
- 05. Februar: Kevin Conway, US-amerikanischer Schauspieler und Regisseur (* 1942)
- 05. Februar: Kirk Douglas, US-amerikanischer Schauspieler (* 1916)
- 07. Februar: Orson Bean, US-amerikanischer Schauspieler (* 1928)
- 07. Februar: Lenin el-Ramly, ägyptischer Drehbuchautor (* 1945)
- 07. Februar: Nexhmije Pagarusha, jugoslawische Sängerin und Schauspielerin (* 1933)
- 07. Februar: Ann E. Todd, US-amerikanische Kinderdarstellerin (* 1931)
- 07. Februar: Gertrud-Elisabeth Zillmer, deutsche Schauspielerin (* 1927)
- 08. Februar: Robert Conrad, US-amerikanischer Schauspieler (* 1935)
- 08. Februar: Ron McLarty, US-amerikanischer Schauspieler (* 1947)
- 08. Februar: Volker Spengler, deutscher Schauspieler (* 1939)
- 09. Februar: Paula Kelly, US-amerikanisches Fotomodell und Schauspielerin (* 1943)
- 09. Februar: Sergei Michailowitsch Slonimski, russischer Komponist (* 1932)
- 11. Februar: Joseph Vilsmaier, deutscher Regisseur und Kameramann (* 1939)
- 12. Februar: Marlies Graf-Dätwyler, Schweizer Filmemacherin (* 1943)
- 13. Februar: Walter Fritz, österreichischer Filmwissenschaftler (* 1941)
- 13. Februar: Wolfgang Klivana, österreichischer Schauspieler (* 1946)
- 13. Februar: Rafael Romero Marchent, spanischer Schauspieler, Filmregisseur und Drehbuchautor (* 1926)
- 13. Februar: Hajo Müller, deutscher Schauspieler und Opernsänger (* 1931)
- 14. Februar: Lynn Cohen, US-amerikanische Schauspielerin (* 1933)
- 14. Februar: John Shrapnel, britischer Schauspieler (* 1942)
- 15. Februar: Vatroslav Mimica, jugoslawischer Regisseur und Drehbuchautor (* 1923)
- 16. Februar: Frances Cuka, britische Schauspielerin (* 1936)
- 16. Februar: Jason Davis, US-amerikanischer Schauspieler und Synchronsprecher (* 1984)
- 16. Februar: Jerzy Gruza, polnischer Regisseur und Drehbuchautor (* 1932)
- 16. Februar: Kellye Nakahara, US-amerikanische Schauspielerin und Malerin (* 1948)
- 17. Februar: Horst Borasch, deutscher Filmschaffender und Produktionsleiter (* 1930)
- 17. Februar: Giorgi Schengelaia, georgischer Filmregisseur (* 1937)
- 17. Februar: Sonja Ziemann, deutsche Schauspielerin, Tänzerin und Sängerin (* 1926)
- 18. Februar: Flavio Bucci, italienischer Schauspieler (* 1947)
- 19. Februar: José Mojica Marins, brasilianischer Filmemacher, Schauspieler, Komponist und Drehbuchautor (* 1936)
- 20. Februar: Claudette Nevins, US-amerikanische Schauspielerin (* 1937)
- 21. Februar: Wolfgang Gersch, deutscher Filmwissenschaftler und Theaterkritiker (* 1935)
- 21. Februar: Boris Wulfowitsch Ljoskin, sowjetisch-US-amerikanischer Schauspieler (* 1923)
- 24. Februar: Diana Serra Cary, US-amerikanische Filmschauspielerin (* 1918)
- 24. Februar: Ben Cooper, US-amerikanischer Schauspieler (* 1933)
- 24. Februar: Olof Thunberg, schwedischer Schauspieler, Synchronsprecher und Regisseur (* 1925)
- 26. Februar: Nikki Fritz, US-amerikanische Schauspielerin und Model (* 1964)
- 26. Februar: Michael Medwin, britischer Schauspieler und Filmproduzent (* 1923)
- 27. Februar: R. D. Call, US-amerikanischer Schauspieler (* 1950)
- 27. Februar: Burkhard Driest, deutscher Drehbuchautor, Schauspieler, Regisseur und Produzent (* 1939)
- 27. Februar: Gene Dynarski, US-amerikanischer Schauspieler (* 1933)
- 29. Februar: Dieter Laser, deutscher Schauspieler (* 1942)

März:
- 02. März:Tabea Blumenschein, deutsche Schauspielerin und Regisseurin (* 1952)
- 02. März: James Lipton, US-amerikanischer Talkmaster, Schauspieler und Schauspiellehrer (* 1926)
- 02. März: Suat Yalaz, türkischer Drehbuchautor, Regisseur und Produzent (* 1932)
- 07. März: Mart Crowley, US-amerikanischer Drehbuchautor (* 1935)
- 08. März: Max von Sydow, schwedischer Schauspieler (* 1929)
- 09. März: Lorenzo Brino, US-amerikanischer Schauspieler (* 1998)
- 09. März: Anton Coppola, US-amerikanischer Komponist (* 1917)
- 09. März: Gary B. Kibbe, US-amerikanischer Kameramann (* 1941)
- 10. März: Frank-Otto Schenk, deutscher Schauspieler, Synchronsprecher und Synchronregisseur (* 1943)
- 12. März: Gary B. Kibbe, US-amerikanischer Kameramann (* 1941)
- 12. März: Tonie Marshall, französische Schauspielerin, Sängerin, Drehbuchautorin und Regisseurin (* 1951)
- 13. März: Carmen Galin, rumänische Schauspielerin (* 1946)
- 13. März: Hans Zürn, deutscher Schauspieler (* 1936)
- 15. März: Suzy Delair, französische Schauspielerin und Sängerin (* 1918)
- 15. März: Matthias Grimm, deutscher Schauspieler, Synchronsprecher, Synchronautor und Dialogregisseur (* 1943)
- 16. März: Stuart Whitman, US-amerikanischer Schauspieler (* 1928)
- 17. März: Lyle Waggoner, US-amerikanischer Schauspieler (* 1935)
- 19. März: Lee Chi Hoon, südkoreanischer Schauspieler und Influencer (* 1988)
- 19. März: Nazzareno Zamperla, italienischer Schauspieler und Stuntman (* 1937)
- 20. März: Anne-Kathrein Kretzschmar, deutsche Schauspielerin (* 1948)
- 20. März: Kenny Rogers, US-amerikanischer Sänger und Schauspieler (* 1938)
- 20. März: Sascha Oskar Weis, österreichischer Schauspieler (* 1970)
- 21. März: Hannelore Minkus, deutsche Schauspielerin und Synchronsprecherin (* 1928)
- 21. März: Mariko Miyagi, japanische Sängerin, Schauspielerin, Regisseurin und Drehbuchautorin (* 1927)
- 23. März: Lucia Bosè, italienische Schauspielerin (* 1931)
- 23. März: Alfio Contini, italienischer Kameramann (* 1927)
- 24. März: Manu Dibango, kamerunischer Komponist (* 1933)
- 24. März: Stuart Gordon, US-amerikanischer Regisseur, Produzent und Drehbuchautor (* 1947)
- 24. März: Terrence McNally, US-amerikanischer Dramatiker und Drehbuchautor (* 1938)
- 24. März: Juan Padrón, kubanischer Animationsfilmregisseur (* 1947)
- 24. März: Gerard Schurmann, britischer Komponist (* 1924)
- 24. März: Albert Uderzo, französischer Comic-Zeichner und Regisseur (* 1927)
- 25. März: Mark Blum, US-amerikanischer Schauspieler (* 1950)
- 25. März: Inna Wladimirowna Makarowa, sowjetische und russische Schauspielerin (* 1926)
- 25. März: Leze Qena, kosovo-albanische Schauspielerin (* 1935)
- 25. März: Garret T. Sato, US-amerikanischer Schauspieler (* 1964)
- 26. März: Menggie Cobarrubias, philippinischer Schauspieler (* 1953)
- 26. März: Luigi Roni, italienischer Opernsänger und Schauspieler (* 1942)
- 26. März: Simeon Schterew, bulgarischer Komponist (* 1943)
- 26. März: Hamish Wilson, britischer Schauspieler (* 1942)
- 28. März: John Callahan, US-amerikanischer Schauspieler (* 1953)
- 28. März: Barbara Rütting, deutsche Schauspielerin (* 1927)
- 28. März: Salvador Vives, spanischer Schauspieler und Synchronsprecher (* 1943)
- 29. März: Krzysztof Penderecki, polnischer Komponist (* 1933)
- 29. März: Ken Shimura, japanischer Komiker und Schauspieler (* 1950)
- 30. März: Hilary Heath, britische Schauspielerin und Produzentin (* 1945)
- 31. März: Julie Bennett, US-amerikanische Schauspielerin und Synchronsprecherin (* 1932)
- 31. März: Zev Bufman, israelischer Schauspieler (* 1930)
- 31. März: Herta Fauland, österreichische Schauspielerin (* 1929)
- 31. März: Andrew Jack, britischer Stimmtrainer und Schauspieler (* 1944)

### April bis Juni
April:
- 01. April: Dieter Reith, deutscher Komponist (* 1938)
- 01. April: Adam Schlesinger, US-amerikanischer Musiker, Liedermacher und Komponist (* 1967)
- 02. April: Patricia Bosworth, US-amerikanische Schauspielerin und Drehbuchautorin (* 1933)
- 02. April: Eddie Large, britischer Komiker und Schauspieler (* 1941)
- 02. April: Frank Wickermann, deutscher Schauspieler (* 1966)
- 03. April: Hans Meyer, südafrikanischer Schauspieler (* 1925)
- 04. April: Luis Eduardo Aute, spanischer Filmemacher und Komponist (* 1943)
- 04. April: Jay Benedict, US-amerikanischer Schauspieler und Synchronsprecher (* 1951)
- 04. April: Forrest Compton, US-amerikanischer Schauspieler (* 1925)
- 05. April: Honor Blackman, britische Schauspielerin (* 1925)
- 05. April: Shirley Douglas, kanadische Schauspielerin (* 1934)
- 06. April: James Drury, US-amerikanischer Schauspieler (* 1934)
- 06. April: David Horowitz, US-amerikanischer Musiker und Komponist (* 1942)
- 06. April: Georg Martin Lange, deutscher Fernsehregisseur (* 1937)
- 07. April: Jean-Laurent Cochet, französischer Schauspieler und Regisseur (* 1935)
- 07. April: Allen Garfield, US-amerikanischer Schauspieler (* 1939)
- 08. April: Wolfram A. Guenther, deutscher Schauspieler (* 1929)
- 08. April: Wolfgang Klein, deutscher Schauspieler (* 1952)
- 09. April: Georg Bense, deutscher Filmemacher (* 1938)
- 09. April: Marc Engels, belgischer Tontechniker (* 1965 oder 1966)
- 09. April: Ernst-Georg Schwill, deutscher Schauspieler (* 1939)
- 09. April: Dmitri Nikolajewitsch Smirnow, russischer Komponist (* 1948)
- 10. April: Francis Reusser, Schweizer Filmregisseur (* 1942)
- 11. April: Bo Christensen, dänischer Filmproduzent und Schauspieler (* 1937)
- 12. April: Maurice Barrier, französischer Schauspieler (* 1932)
- 12. April: Tim Brooke-Taylor, britischer Schauspieler (* 1940)
- 13. April: Thomas Kylau, deutscher Schauspieler (* 1932)
- 13. April: Sarah Maldoror, französische Filmregisseurin (* 1929)
- 13. April: Patricia Millardet, französische Schauspielerin (* 1959)
- 13. April: Peter Möbius, deutscher Schauspieler, Regisseur und Drehbuchautor (* 1941)
- 13. April: Ann Sullivan, US-amerikanische Animatorin (* 1929)
- 14. April: Allen Daviau, US-amerikanischer Kameramann (* 1942)
- 14. April: Mario Donatone, italienischer Schauspieler (* 1933)
- 14. April: Joel M. Reed, US-amerikanischer Regisseur (* 1933)
- 15. April: Sean Arnold, britischer Schauspieler (* 1941)
- 15. April: Brian Dennehy, US-amerikanischer Schauspieler (* 1938)
- 15. April: Rubem Fonseca, brasilianischer Drehbuchautor (* 1925)
- 16. April: Gene Deitch, US-amerikanischer Illustrator, Animator und Filmregisseur (* 1924)
- 16. April: Luis Sepúlveda, chilenischer Drehbuchautor und Regisseur (* 1949)
- 17. April: Sergio Fantoni, italienischer Schauspieler und Synchronsprecher (* 1930)
- 17. April: Peter Zimmermann, deutscher Schauspieler (* 1951)
- 18. April: Leon Boden, deutscher Schauspieler, Regisseur und Synchronsprecher (* 1958)
- 19. April: Philippe Nahon, französischer Schauspieler (* 1938)
- 20. April: Claude Evrard, französischer Schauspieler (* 1933)
- 20. April: Jitka Frantová Pelikánová, tschechisch-italienische Schauspielerin (* 1932)
- 21. April: Dimitri Diatchenko, US-amerikanischer Schauspieler (* 1968)
- 21. April: Joel Rogosin, US-amerikanischer Filmproduzent und Drehbuchautor (* 1932)
- 22. April: Samantha Fox, US-amerikanische Pornodarstellerin (* 1951)
- 22. April: Shirley Knight, US-amerikanische Schauspielerin (* 1936)
- 22. April: Eva Kotthaus, deutsche Schauspielerin (* 1932)
- 23. April: Bruce Allpress, neuseeländischer Schauspieler (* 1930)
- 23. April: Kumiko Okae, japanische Schauspielerin und Synchronsprecherin (* 1956)
- 23. April: Manfred Reddemann, deutscher Schauspieler und Synchronsprecher (* 1939)
- 25. April: Per Olov Enquist, schwedischer Drehbuchautor und Regisseur (* 1934)
- 26. April: Otto Mellies, deutscher Schauspieler und Synchronsprecher (* 1931)
- 26. April: Maurice Poli, französischer Schauspieler (* 1933)
- 26. April: Claudio Risi, italienischer Regisseur und Drehbuchautor (* 1948)
- 27. April: Ron Holzschuh, deutscher Schauspieler, Musiker, Tänzer und Choreograph (* 1969)
- 28. April: Jill Gascoine, britische Schauspielerin (* 1937)
- 29. April: Irrfan Khan, indischer Schauspieler (* 1967)
- 29. April: John Lafia, US-amerikanischer Regisseur und Drehbuchautor (* 1957)
- 30. April: Óscar Chávez, mexikanischer Schauspieler und Sänger (* 1935)
- 30. April: Rishi Kapoor, indischer Schauspieler (* 1952)
- 30. April: Sam Lloyd, US-amerikanischer Schauspieler (* 1963)

Mai:
- 01. Mai: Shady Habash, ägyptischer Filmemacher (* 1995)
- 01. Mai: Silvia Legrand, argentinische Schauspielerin (* 1927)
- 03. Mai: Rosalind Elias, US-amerikanische Opernsängerin und Schauspielerin (* 1930)
- 03. Mai: John Ericson, US-amerikanischer Schauspieler (* 1926)
- 04. Mai: Aldir Blanc, brasilianischer Komponist (* 1946)
- 06. Mai: Leslie A. Pope, US-amerikanische Szenenbildnerin (* 1954)
- 11. Mai: Jerry Stiller, US-amerikanischer Schauspieler (* 1927)
- 12. Mai: Michel Piccoli, französischer Schauspieler (* 1925)
- 12. Mai: Manfred Stelzer, deutscher Regisseur und Drehbuchautor (* 1944)
- 15. Mai: Fred Willard, US-amerikanischer Schauspieler und Komiker (* 1933)
- 16. Mai: Lynn Shelton, US-amerikanische Regisseurin, Drehbuchautorin, Filmeditorin, Filmproduzentin und Schauspielerin (* 1965)
- 17. Mai: Monique Mercure, kanadische Schauspielerin (* 1930)
- 17. Mai: Peter Thomas, deutscher Filmkomponist, Dirigent und Arrangeur (* 1925)
- 18. Mai: Ken Osmond, US-amerikanischer Schauspieler (* 1943)
- 19. Mai: Manfred Heidmann, deutscher Schauspieler und Synchronsprecher (* 1923)
- 19. Mai: Pembroke J. Herring, US-amerikanischer Filmeditor (* 1930)
- 19. Mai: Jon Whiteley, britischer Schauspieler (* 1945)
- 22. Mai: Heather Chasen, britische Schauspielerin (* 1927)
- 22. Mai: Denise Cronenberg, kanadische Kostümdesignerin (* 1938)
- 23. Mai: Hana Kimura, japanische Wrestlerin und Schauspielerin (* 1997)
- 24. Mai: Jean-Loup Dabadie, französischer Drehbuchautor (* 1938)
- 25. Mai: Wolfgang Höper, deutscher Schauspieler (* 1933)
- 25. Mai: Renate Krößner, deutsche Schauspielerin (* 1945)
- 25. Mai: Patrick Tilley, britischer Drehbuchautor (* 1928)
- 26. Mai: Richard Herd, US-amerikanischer Schauspieler (* 1932)
- 26. Mai: Irm Hermann, deutsche Schauspielerin (* 1942)
- 26. Mai: Anthony James, US-amerikanischer Schauspieler (* 1942)
- 27. Mai: Larry Kramer, US-amerikanischer Dramatiker und Drehbuchautor (* 1935)
- 27. Mai: Peggy Pope, US-amerikanische Schauspielerin (* 1929)
- 28. Mai: Guy Bedos, französischer Schauspieler (* 1934)
- 28. Mai: Claude Heater, US-amerikanischer Opernsänger und Schauspieler (* 1927)
- 28. Mai: Lennie Niehaus, US-amerikanischer Musiker und Komponist (* 1929)
- 28. Mai: Wolfram Paulus, österreichischer Regisseur und Drehbuchautor (* 1957)
- 28. Mai: Suzanne Roquette, deutsche Schauspielerin (* 1942)

Juni:
- 01. Juni: Myroslaw Skoryk, ukrainischer Komponist (* 1938)
- 02. Juni: Chris Trousdale, US-amerikanischer Sänger und Schauspieler (* 1985)
- 03. Juni: Bruce Jay Friedman, US-amerikanischer Schriftsteller und Drehbuchautor (* 1930)
- 03. Juni: Lennardt Krüger, deutscher Schauspieler und Synchronsprecher (* 1958)
- 04. Juni: Basu Chatterjee, indischer Filmregisseur und Drehbuchautor (* 1930)
- 04. Juni: Dulce Nunes, brasilianische Sängerin und Schauspielerin (* 1929)
- 05. Juni: Wolfram Krempel, deutscher Regisseur (* 1936)
- 07. Juni: Igor Luther, slowakischer Kameramann (* 1942)
- 08. Juni: Marion Hänsel, belgische Schauspielerin, Drehbuchautorin, Filmproduzentin und Filmregisseurin (* 1949)
- 10. Juni: William Hale, US-amerikanischer Regisseur (* 1931)
- 10. Juni: Eberhard Möbius, deutscher Kabarettist, Schauspieler, Drehbuchautor und Regisseur (* 1926)
- 11. Juni: István Nagy, ungarischer Komponist (* 1940)
- 11. Juni: Rosa Maria Sardà, spanische Schauspielerin (* 1941)
- 13. Juni: Nancy Saunders, US-amerikanische Schauspielerin (* 1925)
- 14. Juni: Sushant Singh Rajput, indischer Schauspieler und Tänzer (* 1986)
- 16. Juni: Knut Bohwim, norwegischer Schauspieler, Drehbuchautor und Regisseur (* 1931)
- 17. Juni: Lewis John Carlino, US-amerikanischer Drehbuchautor und Filmregisseur (* 1932)
- 18. Juni: Claus Biederstaedt, deutscher Schauspieler und Synchronsprecher (* 1928)
- 19. Juni: Ian Holm, britischer Schauspieler (* 1931)
- 20. Juni: Bettina Falckenberg, deutsche Schauspielerin und Pantomimin (* 1926)
- 21. Juni: Jürgen Holtz, deutscher Schauspieler (* 1932)
- 21. Juni: Étienne Périer, belgischer Filmregisseur, Drehbuchautor und Schauspieler (* 1931)
- 22. Juni: Joel Schumacher, US-amerikanischer Regisseur, Drehbuchautor und Produzent (* 1939)
- 26. Juni: Kelly Asbury, US-amerikanischer Animator, Filmregisseur und Drehbuchautor (* 1960)
- 26. Juni: Stuart Cornfeld, US-amerikanischer Filmproduzent (* 1952)
- 26. Juni: Taryn Power, US-amerikanische Schauspielerin (* 1953)
- 27. Juni: Linda Cristal, argentinische Schauspielerin (* 1931)
- 28. Juni: Louis Mahoney, britischer Schauspieler (* 1938)
- 29. Juni: Gernot Endemann, deutscher Schauspieler und Synchronsprecher (* 1942)
- 29. Juni: Johnny Mandel, US-amerikanischer Komponist (* 1925)
- 29. Juni: Carl Reiner, US-amerikanischer Schauspieler, Synchronsprecher, Filmregisseur, Produzent und Drehbuchautor (* 1922)
- 29. Juni: Ken Shadie, australischer Drehbuchautor (* 1935)

### Juli bis September
Juli:
- 01. Juli: Veronica Moser, österreichische Pornodarstellerin (* 1964 oder früher)
- 02. Juli: Tilo Prückner, deutscher Schauspieler (* 1940)
- 02. Juli: Kevin Rafferty, US-amerikanischer Kameramann, Regisseur und Produzent (* 1948)
- 02. Juli: Ronald L. Schwary, US-amerikanischer Filmproduzent (* 1944)
- 03. Juli: Earl Cameron, britischer Schauspieler (* 1917)
- 03. Juli: Leonardo Villar, brasilianischer Schauspieler (* 1924)
- 04. Juli: Sebastián Athié, mexikanischer Fernsehschauspieler und Sänger (* 1995)
- 04. Juli: Chrono Popp, österreichischer Sänger, Gitarrist und Komponist (* 1954)
- 04. Juli: Frithjof Vierock, deutscher Schauspieler (* 1943)
- 05. Juli: Antônio Bivar, brasilianischer Autor, Drehbuchautor und Schauspieler (* 1939)
- 05. Juli: Nick Cordero, kanadischer Schauspieler und Musiker (* 1978)
- 05. Juli: Alfredo Tropa, portugiesischer Filmregisseur (* 1939)
- 06. Juli: Pavel Fieber, deutsch-österreichischer Schauspieler (* 1941)
- 06. Juli: Ennio Morricone, italienischer Filmkomponist (* 1928)
- 07. Juli: Henry Krtschil, deutscher Komponist (* 1932)
- 08. Juli: Naya Rivera, US-amerikanische Schauspielerin und Sängerin (* 1987)
- 09. Juli: Jean-François Garreaud, französischer Schauspieler (* 1946)
- 10. Juli: Mahmoud Reda, ägyptischer Tänzer und Choreograf (* 1930)
- 11. Juli: Peter Maertens, deutscher Schauspieler (* 1931)
- 12. Juli: Pauls Bankovskis, lettischer Drehbuchautor (* 1973)
- 12. Juli: Mikołaj Klimek, polnischer Schauspieler und Synchronsprecher (* 1972)
- 12. Juli: Kelly Preston, US-amerikanische Schauspielerin (* 1962)
- 13. Juli: Grant Imahara, US-amerikanischer Ingenieur, Spezialeffektkünstler und Modellbauer (* 1970)
- 14. Juli: Dinah Hinz, deutsche Schauspielerin (* 1934)
- 15. Juli: Galyn Görg, US-amerikanische Schauspielerin und Tänzerin (* 1964)
- 15. Juli: Maurice Roëves, britischer Schauspieler (* 1937)
- 16. Juli: Elisabeth Ebeling, deutsche Schauspielerin (* 1946)
- 16. Juli: Phyllis Somerville, US-amerikanische Schauspielerin (* 1943)
- 17. Juli: Zizi Jeanmaire, französische Tänzerin, Schauspielerin und Sängerin (* 1924)
- 18. Juli: Elize Cawood, südafrikanische Schauspielerin (* um 1952)
- 19. Juli: Sonia Darrin, US-amerikanische Schauspielerin (* 1924)
- 21. Juli: Annie Ross, US-amerikanische Jazzsängerin und Schauspielerin (* 1930)
- 22. Juli: Bruno Modugno, italienischer Regisseur und Drehbuchautor (* 1933)
- 23. Juli: Hassan Brijany, iranisch-schwedischer Schauspieler (* 1961)
- 23. Juli: Luigi De Marchi, italienischer Regisseur und Drehbuchautor (* 1927)
- 23. Juli: Jacqueline Scott, US-amerikanische Schauspielerin (* 1931)
- 24. Juli: Regis Philbin, US-amerikanischer Fernsehmoderator und Schauspieler (* 1931)
- 25. Juli: Olivia de Havilland, britisch-US-amerikanische Schauspielerin (* 1916)
- 25. Juli: Bernard Ładysz, polnischer Opernsänger und Schauspieler (* 1922)
- 25. Juli: John Saxon, US-amerikanischer Schauspieler (* 1936)
- 28. Juli: Bent Fabricius-Bjerre, dänischer Komponist (* 1924)
- 29. Juli: Ekkehard Hahn, deutscher Schauspieler (* 1934)
- 29. Juli: Tilman Jens, deutscher Journalist, Buchautor und Filmemacher (* 1954)
- 31. Juli: Alan Parker, britischer Drehbuchautor und Regisseur (* 1944)

August:
- 01. August: Wilford Brimley, US-amerikanischer Stuntman und Schauspieler (* 1934)
- 01. August: Reni Santoni, US-amerikanischer Schauspieler (* 1938)
- 01. August: Khosrow Sinai, iranischer Regisseur (* 1941)
- 03. August: Billy Goldenberg, US-amerikanischer Komponist (* 1936)
- 05. August: Gésio Amadeu, afrobrasilianischer Schauspieler (* 1947)
- 05. August: Sepp Trummer, österreichischer Schauspieler und Drehbuchautor (* 1921)
- 07. August: Edith Elmay, österreichische Schauspielerin (* 1932)
- 07. August: Ruth Gassmann, deutsche Schauspielerin (* 1935)
- 07. August: Fred Stillkrauth, deutscher Schauspieler (* 1939)
- 08. August: Salome Bey, kanadisch-US-amerikanische Sängerin und Schauspielerin (* 1933)
- 08. August: Chica Xavier, brasilianische Schauspielerin (* 1932)
- 09. August: Anna Maria Bottini, italienische Schauspielerin (* 1916)
- 09. August: Kurt Luedtke, US-amerikanischer Drehbuchautor (* 1939)
- 09. August: Duane Tatro, US-amerikanischer Musiker und Komponist (* 1927)
- 09. August: Franca Valeri, italienische Schauspielerin und Drehbuchautorin (* 1920)
- 11. August: Belle du Berry, französische Sängerin und Schauspielerin (* 1966)
- 11. August: Göran Forsmark, schwedischer Schauspieler (* 1955)
- 11. August: Anneliese Kaplan, deutsche Schauspielerin (* 1933)
- 11. August: Trini Lopez, US-amerikanischer Sänger und Schauspieler (* 1937)
- 11. August: Jo Pestum, deutscher Schriftsteller und Filmautor (* 1936)
- 12. August: Mary Hartline, US-amerikanische Schauspielerin und Moderatorin (* 1927)
- 13. August: Giancarlo Ferrando, italienischer Kameramann (* 1939)
- 14. August: Ash Christian, US-amerikanischer Schauspieler, Regisseur und Filmproduzent (* 1985)
- 14. August: Linda Manz, US-amerikanische Schauspielerin (* 1961)
- 16. August: Otto Blaschek, deutscher Filmtechnikpionier (* 1921)
- 17. August: Nikolai Nikolajewitsch Gubenko, russischer Schauspieler und Regisseur (* 1941)
- 18. August: Ben Cross, britischer Schauspieler (* 1947)
- 23. August: Benny Chan, Hongkong-chinesischer Drehbuchautor, Regisseur und Produzent (* 1961)
- 23. August: Lori Nelson, US-amerikanische Schauspielerin (* 1933)
- 24. August: Frederick Baker, österreichisch-britischer Filmemacher und Medienwissenschaftler (* 1965)
- 24. August: Erika Richter, deutsche Dramaturgin und Filmbetreuerin (* 1938)
- 28. August: Chadwick Boseman, US-amerikanischer Schauspieler (* 1976)

September:
- 01. September: Arthur Wooster, britischer Kameramann und Second-Unit-Regisseur (* 1929)
- 03. September: Jean-François Poron, französischer Schauspieler (* 1936)
- 03. September: Birol Ünel, deutscher Schauspieler (* 1961)
- 04. September: Annie Cordy, belgische Schauspielerin und Sängerin (* 1928)
- 05. September: Jiří Menzel, tschechischer Regisseur und Schauspieler (* 1938)
- 06. September: Kevin Dobson, US-amerikanischer Schauspieler und Regisseur (* 1943)
- 06. September: Anita Lindblom, schwedische Schauspielerin, Tänzerin und Sängerin (* 1937)
- 08. September: Ronald Harwood, britischer Drehbuchautor und Produzent (* 1934)
- 09. September: Nico Naldini, italienischer Dokumentarfilmer und Drehbuchautor (* 1929)
- 10. September: Walter Bannert, österreichischer Regisseur, Kameramann, Produzent, Drehbuchautor und Filmeditor (* 1942)
- 10. September: Diana Rigg, britische Schauspielerin (* 1938)
- 10. September: Norbert Schultze junior, deutscher Regisseur (* 1942)
- 11. September: Roger Carel, französischer Schauspieler und Synchronsprecher (* 1927)
- 12. September: Sabine Hahn, deutsche Schauspielerin (* 1937)
- 12. September: Barbara Jefford, britische Schauspielerin (* 1930)
- 14. September: Al Kasha, US-amerikanischer Komponist und Songschreiber (* 1937)
- 15. September: Jan Krenz, polnischer Dirigent und Komponist (* 1926)
- 16. September: Edoardo Bruno, italienischer Filmwissenschaftler, Regisseur und Drehbuchautor (* 1928)
- 16. September: Enrique Irazoqui, spanischer Schauspieler (* 1944)
- 18. September: Joachim Kunert, deutscher Regisseur und Drehbuchautor (* 1929)
- 20. September: Michael Chapman, US-amerikanischer Kameramann und Regisseur (* 1935)
- 20. September: Gerardo Vera, spanischer Kostümbildner, Production Designer, Schauspieler, Filmregisseur (* 1947)
- 21. September: Michael Lonsdale, französisch-britischer Schauspieler (* 1931)
- 21. September: Alan Tomkins, britischer Szenenbildner und Artdirector (* 1939)
- 22. September: Michael Gwisdek, deutscher Schauspieler und Regisseur (* 1942)
- 23. September: Juliette Gréco, französische Chansonsängerin und Schauspielerin (* 1927)
- 24. September: William E. McEuen, US-amerikanischer Filmproduzent und Musikproduzent (* 1941)
- 27. September: Kevin Burns, US-amerikanischer Produzent, Regisseur und Drehbuchautor (* 1955)
- 27. September: Hans Joachim Hildebrandt, deutscher Regisseur (* 1929)
- 27. September: Yūko Takeuchi, japanische Schauspielerin (* 1980)
- 28. September: Gene Corman, US-amerikanischer Filmproduzent (* 1927)
- 28. September: Frédéric Devreese, belgischer Komponist und Dirigent (* 1929)
- 29. September: Mac Davis, US-amerikanischer Singer-Songwriter und Schauspieler (* 1942)
- 29. September: Helen Reddy, australische Sängerin und Schauspielerin (* 1941)
- 30. September: Frank Windsor, britischer Schauspieler (* 1927)

### Oktober bis Dezember
Oktober:
- 01. Oktober: Maud Hansson, schwedische Schauspielerin (* 1937)
- 01. Oktober: Derek Mahon, irischer Dichter und Drehbuchautor (* 1941)
- 01. Oktober: Murray Schisgal, US-amerikanischer Autor und Drehbuchautor (* 1926)
- 02. Oktober: Edward S. Feldman, US-amerikanischer Produzent (* 1929)
- 02. Oktober: Michael Gramberg, deutscher Drehbuchautor und Regisseur (* 1942)
- 02. Oktober: Sprangalang, trinidadischer Komiker, Schauspieler und Musiker (* 1948)
- 04. Oktober: Clark Middleton, US-amerikanischer Schauspieler (* 1957)
- 05. Oktober: Margaret Nolan, britische Künstlerin, Schauspielerin und ein Model (* 1943)
- 06. Oktober: Folker Bohnet, deutscher Schauspieler (* 1937)
- 06. Oktober: Herbert Feuerstein, deutscher Journalist, Kabarettist und Schauspieler (* 1937)
- 06. Oktober: Johnny Nash, US-amerikanischer Musiker, Schauspieler und Komponist (* 1940)
- 06. Oktober: Wladimir Yordanoff, französisch-monegassischer Schauspieler (* 1954)
- 08. Oktober: Camillo Bazzoni, italienischer Kameramann, Regisseur und Drehbuchautor (* 1934)
- 11. Oktober: Erich Gusko, deutscher Kameramann (* 1930)
- 12. Oktober: Conchata Ferrell, US-amerikanische Schauspielerin (* 1943)
- 14. Oktober: Rhonda Fleming, US-amerikanische Schauspielerin und Sängerin (* 1923)
- 14. Oktober: Herbert Kretzmer, südafrikanischer Drehbuchautor (* 1925)
- 15. Oktober: Bhanu Athaiya, indische Kostümbildnerin (* 1926)
- 15. Oktober: David Slama, deutscher Kameramann (* 1946)
- 16. Oktober: Anthony Chisholm, US-amerikanischer Schauspieler (* 1943)
- 17. Oktober: Toshinori Kondō, japanischer Trompeter und Komponist (* 1948)
- 17. Oktober: Ryszard Ronczewski, polnischer Schauspieler (* 1930)
- 18. Oktober: Rex Downing, US-amerikanischer Schauspieler (* 1925)
- 19. Oktober: Horst Beseler, deutscher Schriftsteller und Drehbuchautor (* 1925)
- 19. Oktober: Mike Le Mare, US-amerikanischer Tontechniker (* 1938)
- 19. Oktober: Johanna Penski, deutsche Schauspielerin (* 1927)
- 19. Oktober: Wojciech Pszoniak, polnischer Schauspieler (* 1942)
- 20. Oktober: Jana Andresíková, tschechische Schauspielerin (* 1941)
- 20. Oktober: Dariusz Gnatowski, polnischer Schauspieler (* 1961)
- 20. Oktober: Rudi Kurz, deutscher Drehbuchautor, Schauspieler und Regisseur (* 1921)
- 21. Oktober: Marge Champion, US-amerikanische Tänzerin, Schauspielerin und Choreografin (* 1919)
- 22. Oktober: Christel Peschke, deutsche Schauspielerin (* 1938)
- 22. Oktober: Lutz Stückrath, deutscher Schauspieler und Kabarettist (* 1938)
- 26. Oktober: Jacques Godin, kanadischer Schauspieler (* 1930)
- 28. Oktober: Siegfried Pappelbaum, deutscher Schauspieler, Kabarettist und Hörspielsprecher (* 1937)
- 31. Oktober: Sean Connery, britischer Schauspieler und Produzent (* 1930)
- 31. Oktober: Charles Gordon, US-amerikanischer Produzent (* 1947)

November:
- 01. November: Carol Arthur, US-amerikanische Schauspielerin (* 1935)
- 01. November: Eddie Hassell, US-amerikanischer Schauspieler (* 1990)
- 01. November: Stephan Orlac, deutscher Schauspieler (* 1931)
- 02. November: Dietrich Adam, deutscher Schauspieler (* 1953)
- 02. November: Gigi Proietti, italienischer Schauspieler, Regisseur und Synchronsprecher (* 1940)
- 02. November: John Sessions, britischer Schauspieler und Comedian (* 1953)
- 03. November: Claude Giraud, französischer Schauspieler und Synchronsprecher (* 1936)
- 03. November: Elsa Raven, US-amerikanische Schauspielerin (* 1929)
- 05. November: Geoffrey Palmer, britischer Schauspieler (* 1927)
- 06. November: Ursula Traun, deutsche Synchronsprecherin und Schauspielerin (* 1918)
- 07. November: Norm Crosby, US-amerikanischer Komiker und Schauspieler (* 1927)
- 07. November: John Fraser, britischer Schauspieler (* 1931)
- 07. November: Jeanne Little, australische Entertainerin und Schauspielerin (* 1938)
- 07. November: Pino Solanas, argentinischer Regisseur und Drehbuchautor (* 1936)
- 09. November: Israel Horovitz, US-amerikanischer Drehbuchautor, Regisseur, Produzent und Schauspieler (* 1939)
- 10. November: Vladimir Găitan, rumänischer Schauspieler (* 1947)
- 10. November: Horst Schön, deutscher Schauspieler und Synchronsprecher (* 1926)
- 10. November: Sven Wollter, schwedischer Schauspieler (* 1934)
- 12. November: Nelly Kaplan, argentinisch-französische Regisseurin (* 1931)
- 12. November: Gernot Roll, deutscher Kameramann und Regisseur (* 1939)
- 14. November: Armen Dschigarchanjan, russisch-armenischer Schauspieler (* 1935)
- 14. November: Rende Rae Norman, US-amerikanische Schauspielerin (* 1958)
- 15. November: Soumitra Chattopadhyay, indischer Schauspieler (* 1935)
- 15. November: Matthias Henkel, deutscher Schauspieler (* 1962)
- 16. November: David Hemblen, britisch-kanadischer Schauspieler (* 1941)
- 16. November: Bruce Swedien, US-amerikanischer Toningenieur (* 1934)
- 17. November: Draga Olteanu Matei, rumänische Schauspielerin (* 1933)
- 17. November: Roman Wiktjuk, ukrainisch-russischer Regisseur, Schauspieler und Drehbuchautor (* 1936)
- 18. November: Kirby Morrow, kanadischer Schauspieler und Synchronsprecher (* 1973)
- 18. November: Michel Robin, französischer Schauspieler (* 1930)
- 23. November: Carlo Ausino, italienischer Regisseur, Drehbuchautor, Produzent und Kameramann (* 1938)
- 23. November: Karl Dall, deutscher Fernsehmoderator, Sänger, Schauspieler und Komiker (* 1941)
- 23. November: Abby Dalton, US-amerikanische Schauspielerin (* 1932)
- 24. November: Montserrat Carulla, spanische Schauspielerin (* 1930)
- 24. November: Kambuzia Partovi, iranischer Regisseur und Drehbuchautor (* 1961)
- 25. November: Robert Bröllochs, deutscher Regisseur (* 1955)
- 26. November: Daria Nicolodi, italienische Schauspielerin und Drehbuchautorin (* 1950)
- 27. November: Parviz Pourhosseini, iranischer Schauspieler (* 1941)
- 28. November: Erich Neureuther, deutscher Regisseur, Schauspieler und Drehbuchautor (* 1932)
- 28. November: David Prowse, britischer Schauspieler und ehemaliger Fitnesstrainer (* 1935)
- 28. November: Peter Radtke, deutscher Autor und Schauspieler (* 1943)
- 30. November: Gerda Steiner-Paltzer, deutsche Schauspielerin (* 1933)

Dezember:
- 01. Dezember: Denise Marie de Casabianca, französische Filmeditorin (* 1931)
- 01. Dezember: Francis Reusser, Schweizer Filmregisseur (* 1942)
- 01. Dezember: Walter Weideli, Schweizer Schriftsteller, Übersetzer und Drehbuchautor (* 1927)
- 02. Dezember: Franco Giraldi, italienischer Regisseur und Drehbuchautor (* 1931)
- 02. Dezember: Hugh Keays-Byrne, australischer Schauspieler (* 1947)
- 02. Dezember: Boris Grigorjewitsch Plotnikow, russischer Schauspieler (* 1949)
- 02. Dezember: Pamela Tiffin, US-amerikanische Schauspielerin (* 1942)
- 03. Dezember: André Gagnon, kanadischer Komponist (* 1936)
- 03. Dezember: Jutta Lampe, deutsche Schauspielerin (* 1937)
- 03. Dezember: Patricia Marmont, britische Schauspielerin (* 1921)
- 03. Dezember: Ian Yule, britischer Soldat, Söldner, Stuntman und Filmschauspieler (* 1931)
- 04. Dezember: Alain Bernaud, französischer Komponist (* 1932)
- 04. Dezember: Jürgen Draeger, deutscher Schauspieler, Sänger, Maler und Zeichner (* 1940)
- 04. Dezember: Klaus König, deutscher Kameramann und Regisseur (* 1935)
- 04. Dezember: François Leterrier, französischer Regisseur und Drehbuchautor (* 1929)
- 06. Dezember: Klaus Ofczarek, österreichischer Schauspieler (* 1939)
- 06. Dezember: Senta Wengraf, österreichische Schauspielerin (* 1924)
- 07. Dezember: Eduardo Galvão, brasilianischer Schauspieler (* 1962)
- 07. Dezember: Klaus Pagh, dänischer Schauspieler, Regisseur und Produzent (* 1935)
- 07. Dezember: Vadim Petrov, tschechischer Komponist (* 1932)
- 08. Dezember: Luciano Gloor, Schweizer Filmproduzent (* 1949)
- 08. Dezember: Dagmar von Thomas, deutsche Schauspielerin (* 1932)
- 10. Dezember: Günther Bauer, deutscher Universitätsprofessor und Schauspieler (* 1928)
- 10. Dezember: Tommy Lister Jr., US-amerikanischer Schauspieler und Wrestler (* 1958)
- 10. Dezember: Heinz Schirk, deutscher Regisseur und Drehbuchautor (* 1931)
- 10. Dezember: Carol Sutton, US-amerikanische Schauspielerin (* 1944)
- 10. Dezember: Barbara Windsor, britische Schauspielerin (* 1937)
- 11. Dezember: Sandro Brugnolini, italienischer Komponist (* 1931)
- 11. Dezember: Beryl Cunningham, jamaikanische Schauspielerin und Sängerin (* 1946)
- 11. Dezember: Kim Ki-duk, südkoreanischer Regisseur, Drehbuchautor und Produzent (* 1960)
- 11. Dezember: Adi Peichl, österreichischer Schauspieler und Regisseur (* 1945)
- 12. Dezember: Claus Cornelius Fischer, deutscher Schriftsteller und Drehbuchautor (* 1951)
- 12. Dezember: Ann Reinking, US-amerikanische Schauspielerin, Tänzerin und Choreografin (* 1949)
- 14. Dezember: Piotr Machalica, polnischer Schauspieler (* 1955)
- 15. Dezember: John Aldred, britischer Tontechniker (* 1921)
- 15. Dezember: Caroline Cellier, französische Schauspielerin (* 1945)
- 15. Dezember: George Gibbs, VFX Supervisor (* 19?)
- 16. Dezember: Patrick Monckton, britischer Schauspieler (* 1947)
- 17. Dezember: Jeremy Bulloch, britischer Schauspieler (* 1945)
- 17. Dezember: Rod Perry, US-amerikanischer Schauspieler (* 1941)
- 17. Dezember: Christina Rodrigues, brasilianische Schauspielerin (* 1963)
- 18. Dezember: Toni Bruk, sorbischer Regisseur und Produzent (* 1947)
- 18. Dezember: Sieglinde Hamacher, deutsche Filmregisseurin und Animatorin (* 1936)
- 18. Dezember: Peter Lamont, britischer Filmarchitekt (* 1929)
- 18. Dezember: Anneliese Schönnenbeck, deutsche Filmeditorin (* 1919)
- 18. Dezember: Harald Warmbrunn, deutscher Schauspieler (* 1933)
- 19. Dezember: David Giler, US-amerikanischer Produzent und Drehbuchautor (* 1943)
- 19. Dezember: Fred Maire, deutscher Schauspieler und Synchronsprecher (* 1932)
- 19. Dezember: Hermina Pipinić, jugoslawische bzw. kroatische Schauspielerin (* 1928)
- 20. Dezember: Nicette Bruno, brasilianische Schauspielerin (* 1933)
- 20. Dezember: Lee Wallace, US-amerikanischer Schauspieler (* 1930)
- 21. Dezember: K. T. Oslin, US-amerikanische Country-Sängerin, Songschreiberin und Schauspielerin (* 1942)
- 22. Dezember: Claude Brasseur, französischer Schauspieler (* 1936)
- 22. Dezember: Ernst Schütz, österreichischer Opern- und Operettensänger und Schauspieler (* 1935)
- 23. Dezember: Rebecca Luker, US-amerikanische Sängerin, Musicaldarstellerin und Schauspielerin (* 1961)
- 26. Dezember: Franz Rath, deutscher Kameramann (* 1932)
- 27. Dezember: William Link, US-amerikanischer Produzent und Drehbuchautor (* 1933)
- 27. Dezember: Ladislav Mrkvička, tschechischer Schauspieler (* 1939)
- 29. Dezember: Claude Bolling, französischer Jazzmusiker und Komponist (* 1930)
- 29. Dezember: Jessica Campbell, US-amerikanische Schauspielerin (* 1982)
- 29. Dezember: Rolf Kutschera, deutscher Cartoonist und Trickfilmzeichner (* 1949)
- 29. Dezember: Corrado Olmi, italienischer Schauspieler (* 1926)
- 29. Dezember: Rainer Wittkamp, deutscher (Kurzfilm-)Regisseur und Drehbuchautor (* 1956)
- 30. Dezember: Shabba Doo, US-amerikanischer Tänzer und Schauspieler (* 1955)
- 30. Dezember: Margitta Scherr, deutsche Schauspielerin (* 1943)
- 30. Dezember: Dawn Wells, US-amerikanische Schauspielerin (* 1938)
- 31. Dezember: Robert Hossein, französischer Schauspieler, Regisseur und Drehbuchautor (* 1927)
- 31. Dezember: Joan Micklin Silver, US-amerikanische Regisseurin und Drehbuchautorin (* 1935)
- 31. Dezember: Karl-Maria Steffens, deutscher Schauspieler, Hörspiel- und Synchronsprecher (* 1928)

### Genaues Todesdatum unbekannt
- Tod notiert am 9. Februar: Joss Williams, britischer Spezialeffektkünstler (* um 1960)
- 24. oder 25. April: Nicola Caracciolo, italienischer Dokumentarfilmer (* 1931)
- Mai: Dan van Husen, deutscher Schauspieler (* 1945)
- Herbst: Heidrun Perdelwitz, deutsche Schauspielerin und Hörspielsprecherin (* 1956)